# Biserica de lemn din Cotiglet

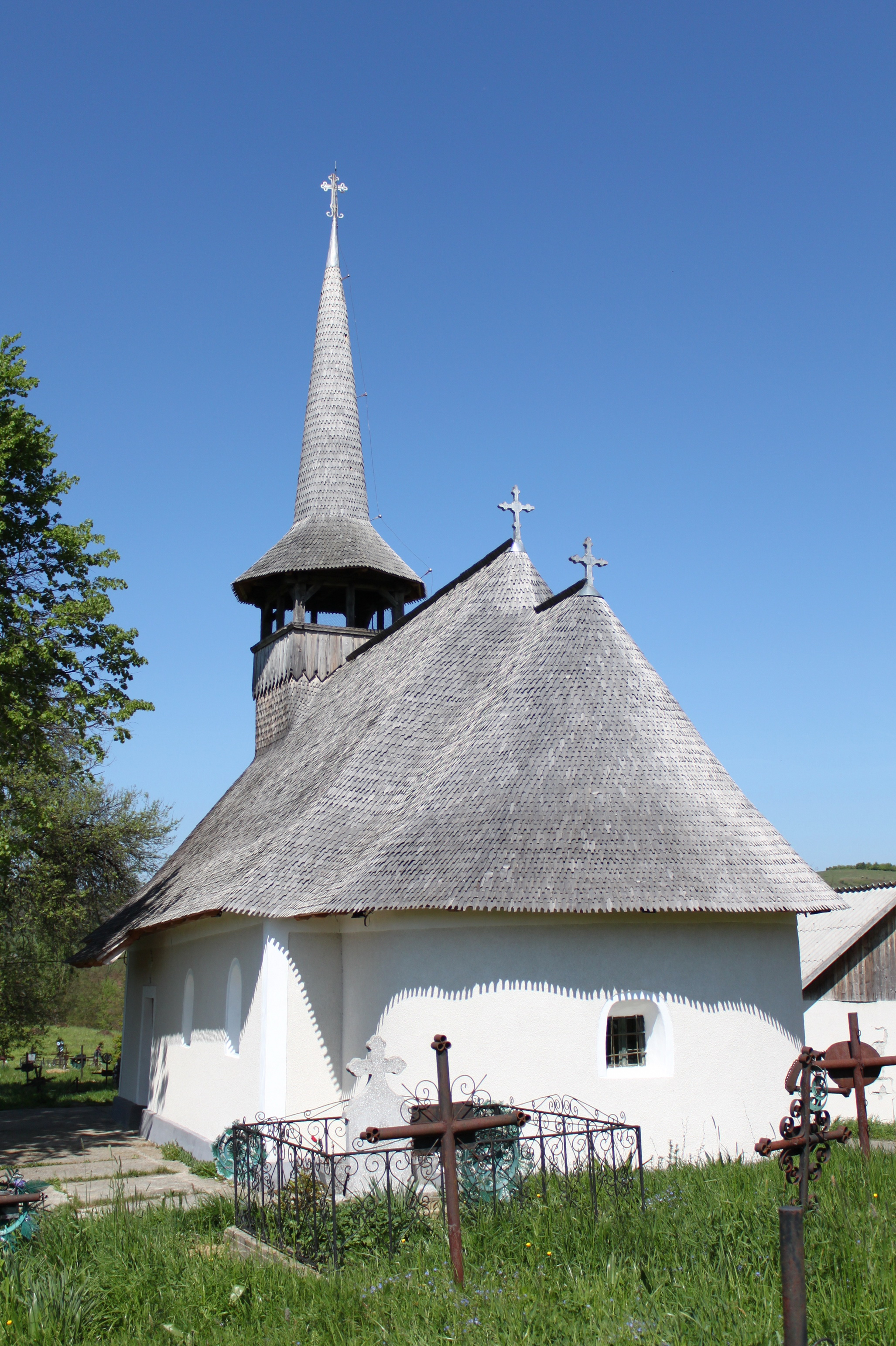
Biserica de lemn din Cotiglet, judeţul Bihor. Foto: aprilie 2010

Harta satului Cotiglet din ridicarea iosefină din anii 1782-1785 în care se poate vedea amplasarea bisericii care, conform semnelor convenționale utilizate este din lemn

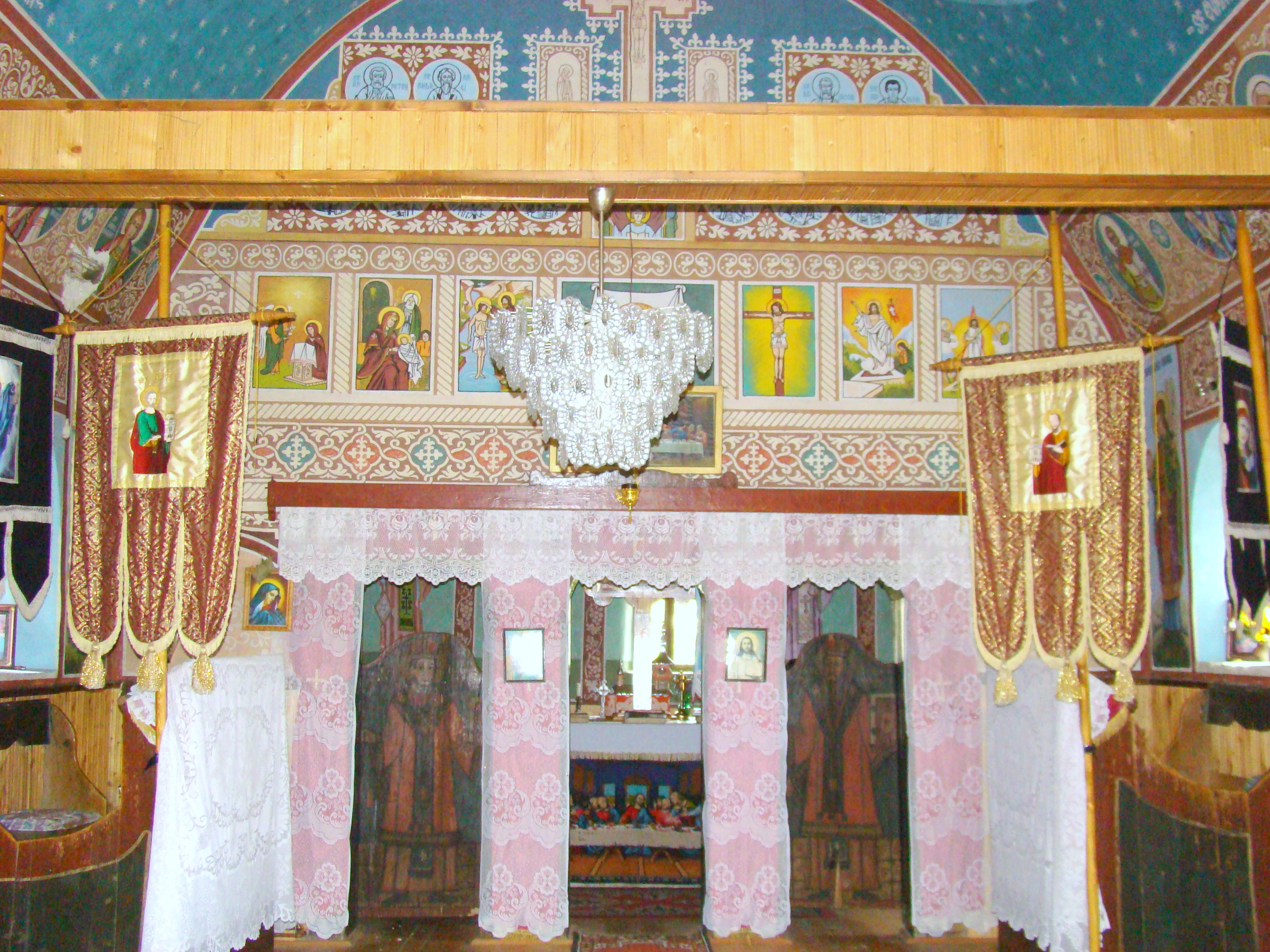
Interiorul navei spre iconostas şi grinda tirant. Foto: aprilie 2010

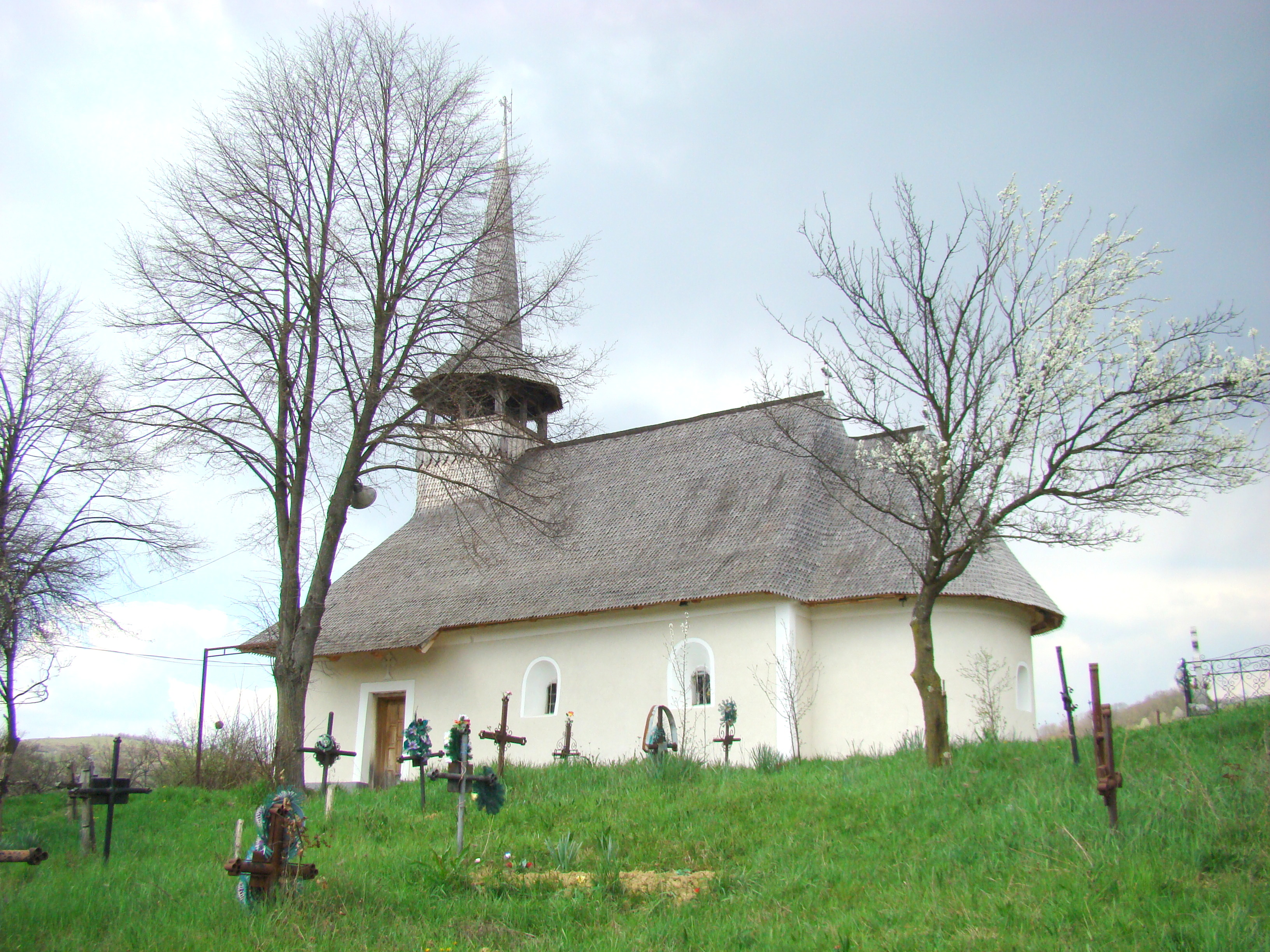
Biserica de lemn din Cotiglet, judeţul Bihor. Foto: aprilie 2010

Biserica de lemn din Cotiglet, aflată în mijlocul cimitirului, veghează din vârful unui mic deal drumul ce vine dinspre Ceișoara. Sătenii o știu în acel loc de multă vreme și apreciază vechimea ei la câteva sute de ani dar nimeni nu știe să spună care este vârsta ei. Documente care să precizeze cu exactitate momentul edificării ei nu există, ceea ce dă posibilitatea exprimării unor puncte de vedere mai mult sau mai puțin contradictorii pe această temă. Astfel, dacă listele oficiale înregistrează această biserică ca fiind edificată în secolul XVIII, alte surse plasează construirea bisericii în a doua jumătate a secolului al XVII-lea atribuind ctitoria ei unuia dintre cei mai de seamă copiști români din zona Bihorului - Popa Ursu din Cotiglet.

## Istoric și trăsături
Bisericuța din Cotiglet are hramul "Sfinții Arhangheli Mihail și Gavriil" și este înregistrată ca biserică de lemn în noua listă a monumentelor istorice sub codul  BH-II-m-B-01140. Ajuns la fața locului, vizitatorul are surpriza să constate că azi, biserica pare să aibă "zidurile din piatră de râu clădită cu mortar" iar clasarea ei ca biserică de lemn să fie doar o altă eroare umană.
Istoricul bisericii "Sfinții Arhangheli" din Cotiglet, întocmit de părintele paroh Bob Ștefan împărtășește părerile domnului Florin Dudaș, care în lucrarea sa dedicată manuscriselor românești din Bihor prezintă biserica ca fiind o "veche biserică românească de piatră", prea puțin cunoscută despre care tradiția locului afirmă ca ar fi fost clădită în urmă cu aproximativ trei veacuri. Dovadă în acest sens este adusă conscripția din anul 1789 a lăcașurilor românești din ținut, ce preciza că "biserica satului era, la acea dată, veche, clădită din piatră, în stare bună și pe măsura nevoilor locuitorilor."
Dacă conscripția mai sus amintită atestă o biserică de zid, veche, trebuie spus că alte două documente din aceeași perioadă ne vorbesc despre această biserică. Primul document, un extras cu privire la bisericile de lemn din Conscrierea preoților și satelor valahilor de examinat în timpul comisiei despre profesiunea credinței și rămași în schismă din anul 1756 spune că la data 11 martie 1755 preotul satului era Popa Damian, satul fiind cel ce a construit biserica. Cel de-al doilea document, Conscrierea bisericilor din districtul Orăzii în anul 1786 spune că parohia Cotiglet ținea de protopopiatul Pomezeu, era singura biserică în sat, era de lemn, numărul caselor din sat fiind 60.
Prima ridicare topografică militară a imperiului austriac, cunoscută sub numele de ridicarea Iosefină ne oferă informații importante cu privire la natura materialului utilizat pentru construirea bisericii. Astfel, urmărind semnele convenționale utilizate vedem că biserica satului, la momentul realizării harții (1782-1785), era din lemn.
Ca și concluzie, parcurgând informațiile oferite de documentele amintite, observăm că în răstimp de numai trei ani, din 1786 și până în 1789, biserica de lemn este transformată într-o biserică de zid, care este în "stare bună" și veche. Aceste atribute, precizate în conscripția din 1789, precizate de comunitate, oferă posibilitatea emiterii următoarei ipoteze: biserica de lemn, care era în picioare în anul 1786, a suferit modificări importante, cel mai probabil, pe lângă pereții de lemn fiind ridicată zidirea din piatră. Doar astfel, biserica, într-o perioadă de timp atât de scurtă, putea să fie transformată într-o biserică de zid păstrându-și în același tip vechimea.
Aspectele constructive ale edificiului vin să întărească această ipoteză. Lemnul, care apare de sub zidărie în dreptul ferestrelor ar putea fi rezultatul unei astfel de situații. Absida altarului, aproape semicilindrică, păstrează în partea inferioară mult mai bine conturat, urmele unui plan poligonal cu cinci laturi.
Referitor la edificarea acestei biserici și legarea acestui moment de Popa Ursu din Cotiglet, copist ce a trăit până în jurul anului 1700, trebuie spus că doar dacă vechea biserică de lemn a fost învelită în zidăria de piatră se poate face o astfel de legătură, altfel acesta murind cu aproape o sută de ani înaintea edificării prezentei biserici. De asemenea, astfel se justifică și înscrierea ei ca biserică de lemn în lista monumentelor istorice.

## Popa Ursu din Cotiglet

Legenda Duminicii - parte din Păucenia lui Alexandru Vodă din Ţara Moldovei, reprodusă la 1679-1680 de către copistul Ursu din Cotiglet

Născut în primele decenii ale secolului al XVII-lea, în localitatea Dușești din părinți care se trăgeau din localitatea învecinată Topa de Sus, a trăit până în jurul anului 1700. În Cotiglet a îndeplinit funcția de preot. Se cunoaște faptul că în anul 1676 deja locuia în sat.
Din lucrările lui, păstrate până în zilele noastre se cunosc cinci lucrări:
- 1660 - Molitvenic, Aștileu;
- 1676 - Molitvenic, Cotiglet;
- 1676 - Cazanie, Cotiglet;
- 1680 - Cazanie, Cotiglet;
- ante 1690 - Cazanie, Cotiglet.

Considerat a fi mai mult decât un simplu copist, Popa Ursu din Cotiglet, prin modul în care și-a conceput cărțile, prin "ținuta lor elevată" dovedește a fi un om cu aleasă știință de carte. Stilul acestui copist se distinge prin originalitate, cu un scris îngrijit și uniform, caz rar întâlnit în cadrul paleografiei chirilice românești. A încercat să facă mai accesibilă scrierea, prin simplificarea unor litere, astfel încât să fie cât mai accesibilă. Concepția sa despre carte, mentalitatea sa culturală reiese din rolul acordat scrierii cărții, ornamentației acordându-i un rol secundar.
Textele copiate de Popa Ursu reproduc scrieri vechi, unele din ele de proveniență reformată. Ritualul botezului, spovedaniei și cel al cununiei pun în evidență înfluența ritului calvin, în timp ce înmormântarea, maslul, liturghia urmează rânduiala tradițională, ortodoxă. Caracteristic calvine mai sunt cânturile, litaniile traduse din limba maghiară într-o topică nefirească limbii române, aspecte sesizate de Atanasie Popa.
Prin copierea unor texte ce făceau parte din vechiul codice (Păucenia) de pe vremea lui Alexandru-Vodă al Moldovei, text care nu se mai păstrează de multă vreme, Popa Ursu din Cotiglet are marele merit de a fi păstrat conținutul uneia dintre cele mai vechi și mai importante cărți de învățătură a românilor.

## Imagini din interior

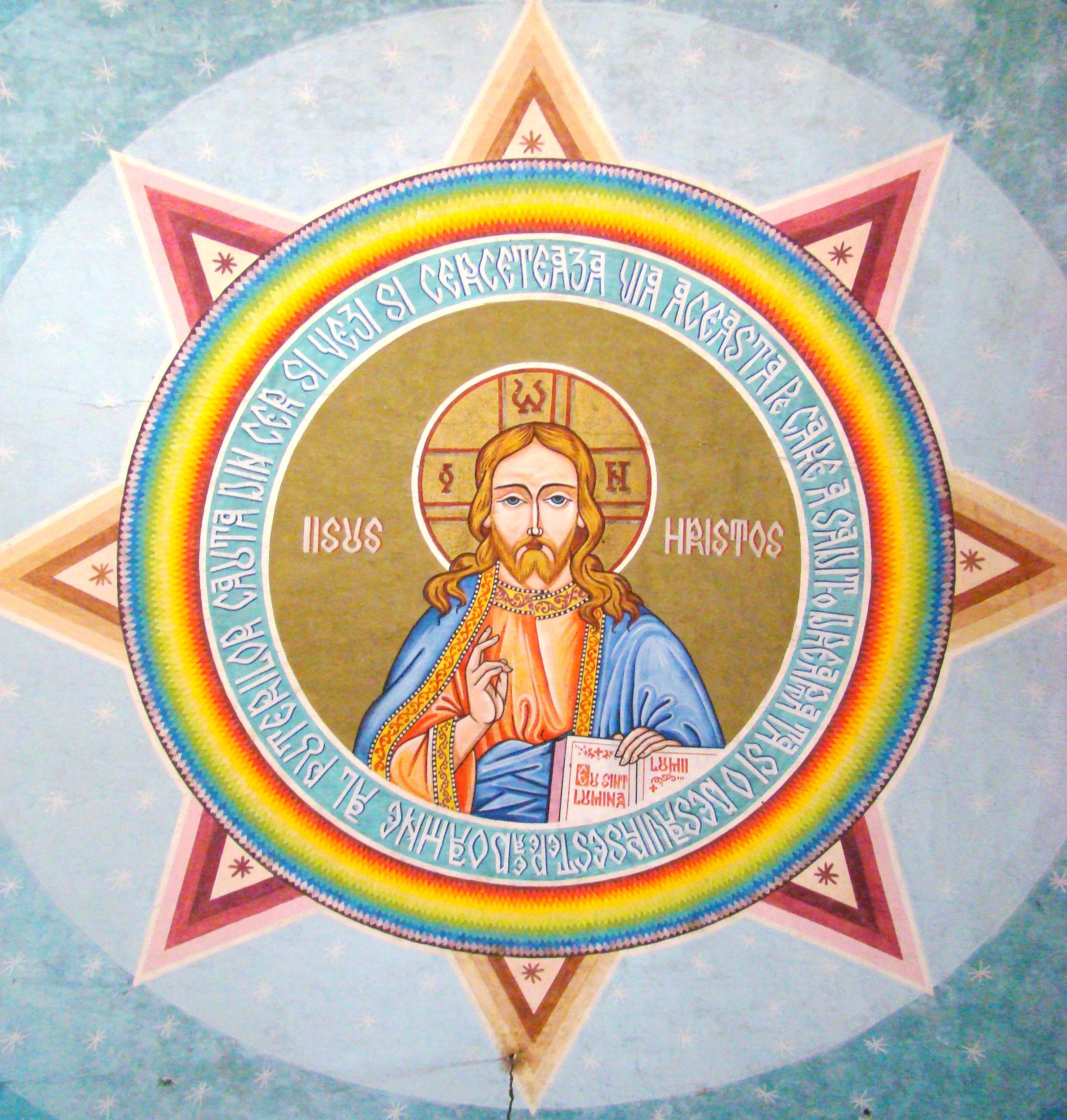
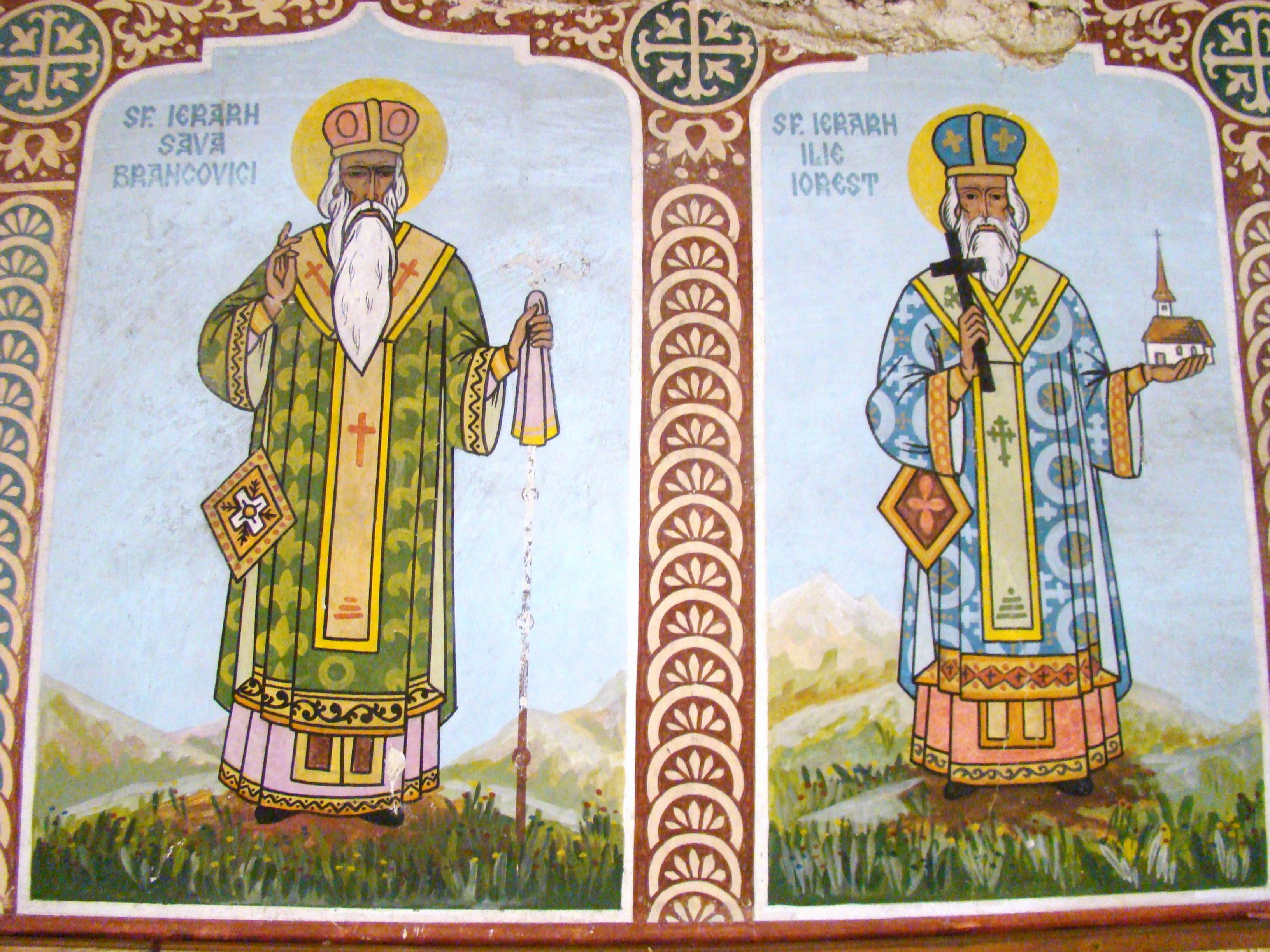
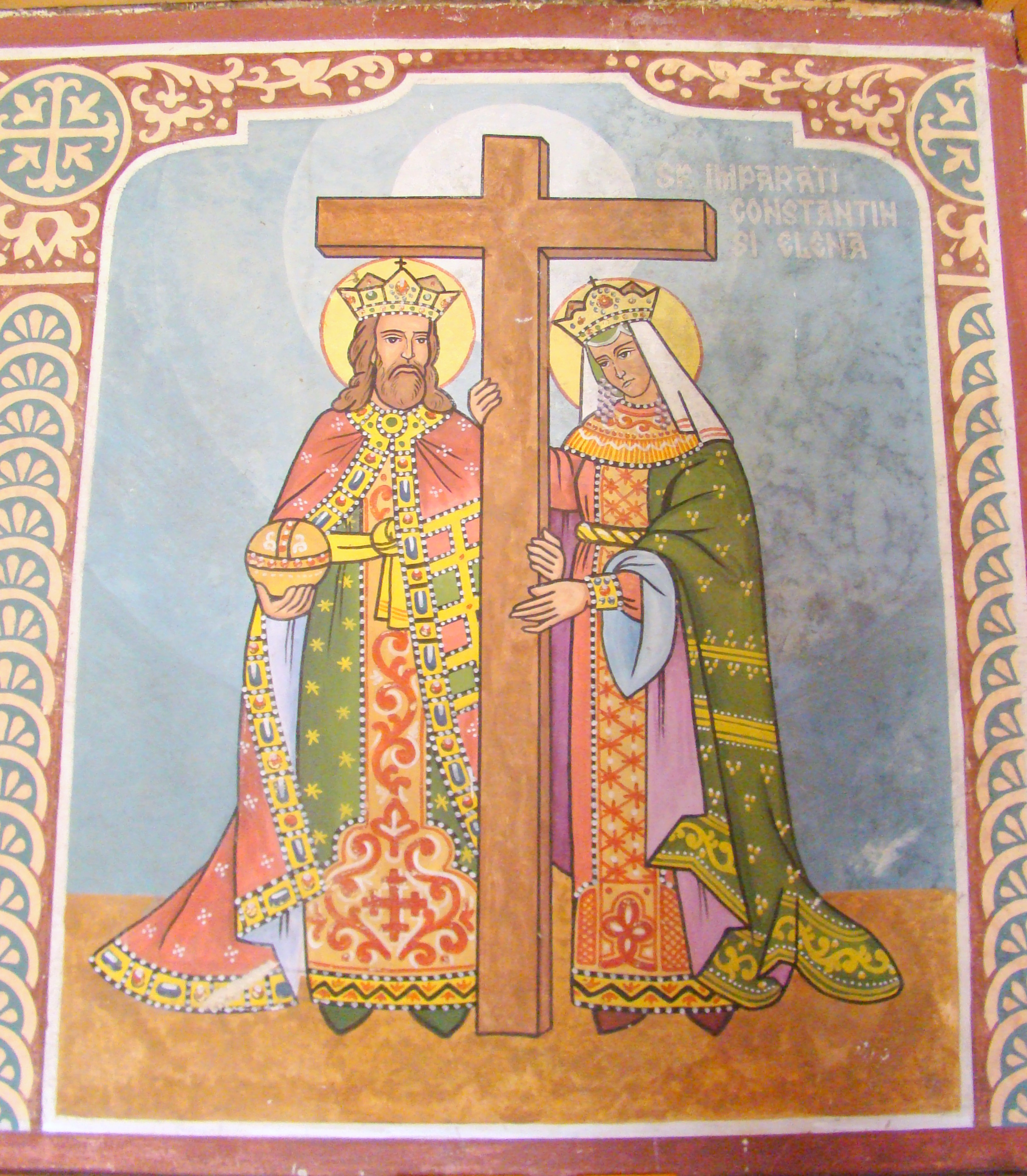
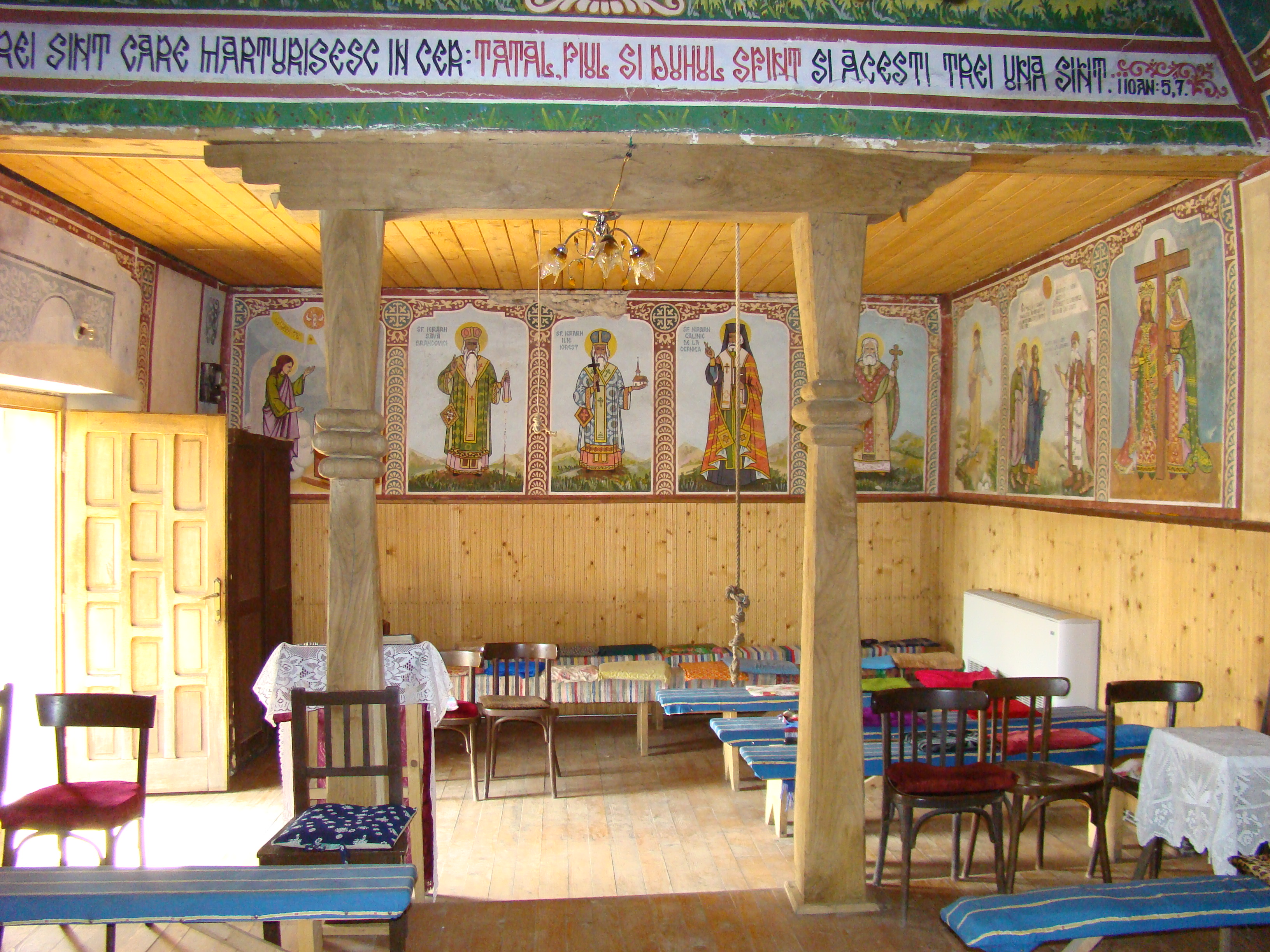
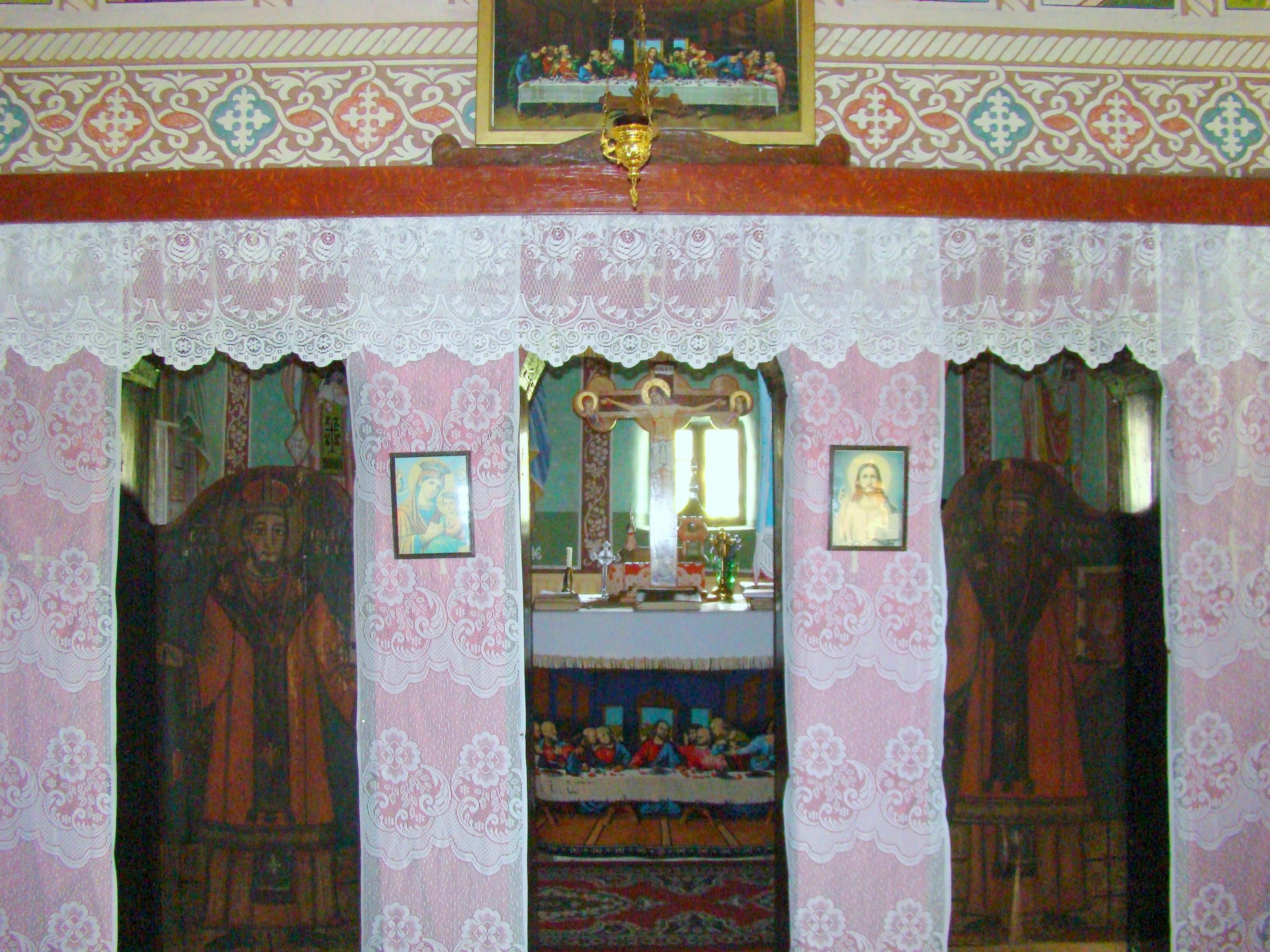
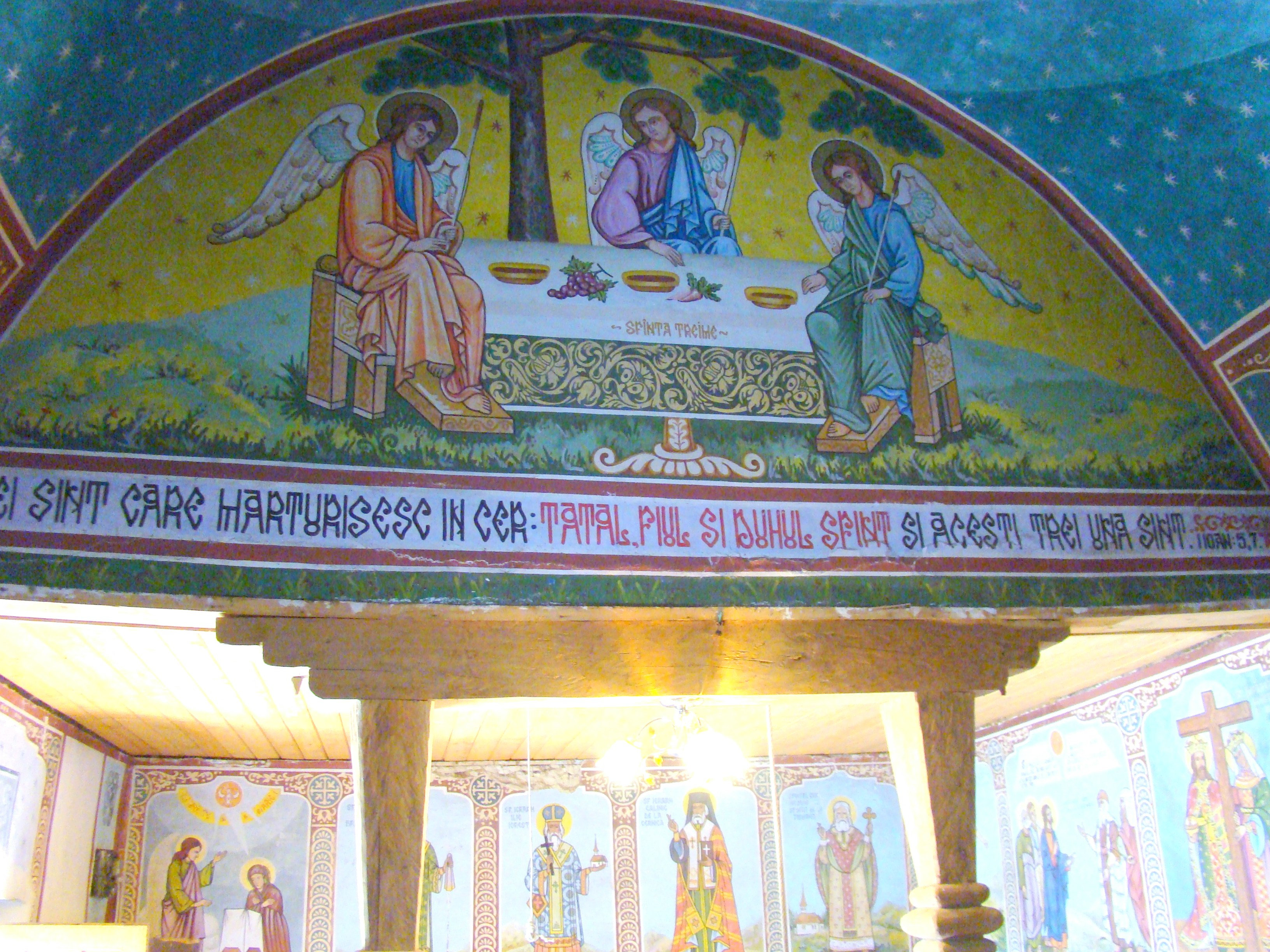
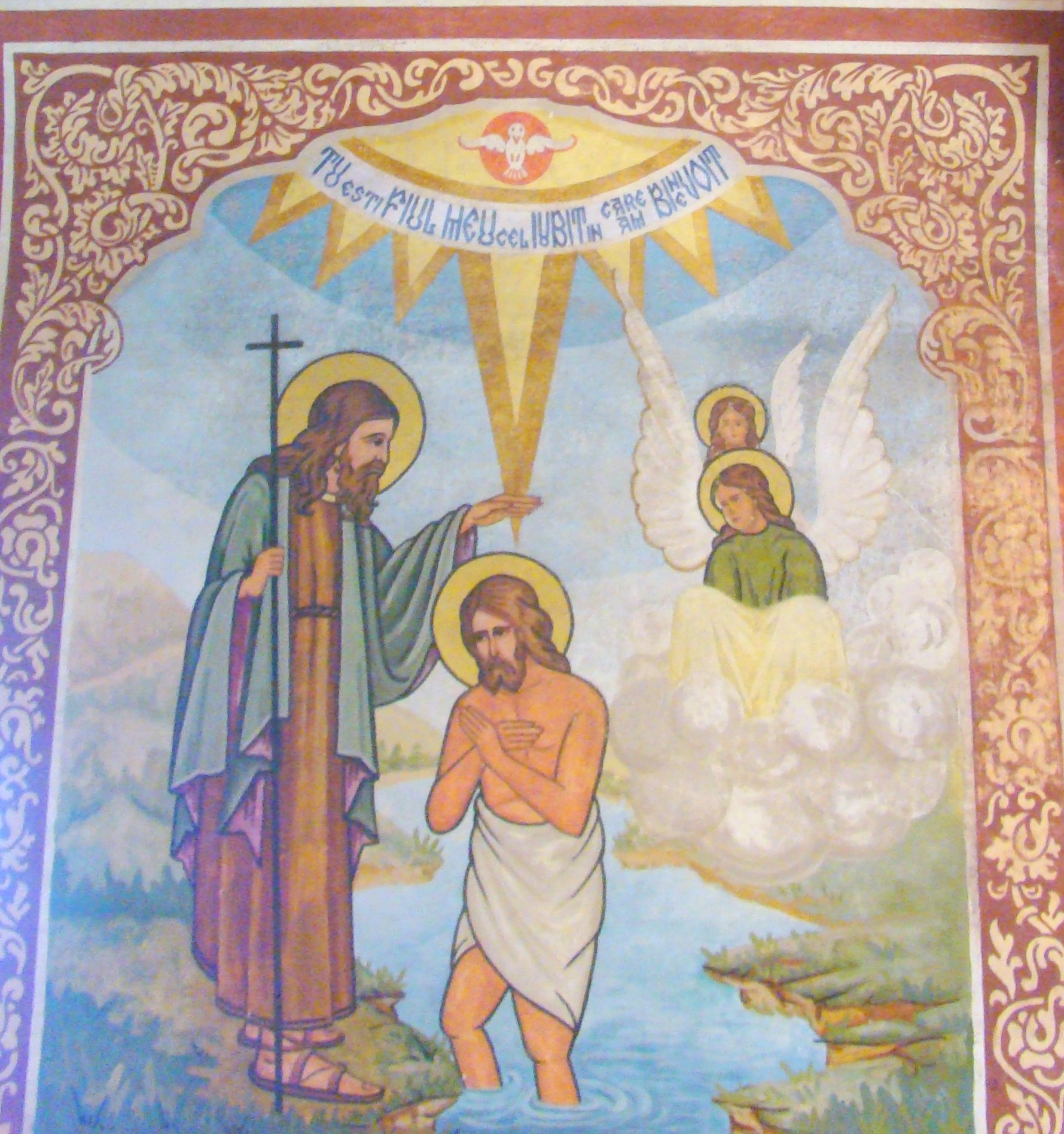
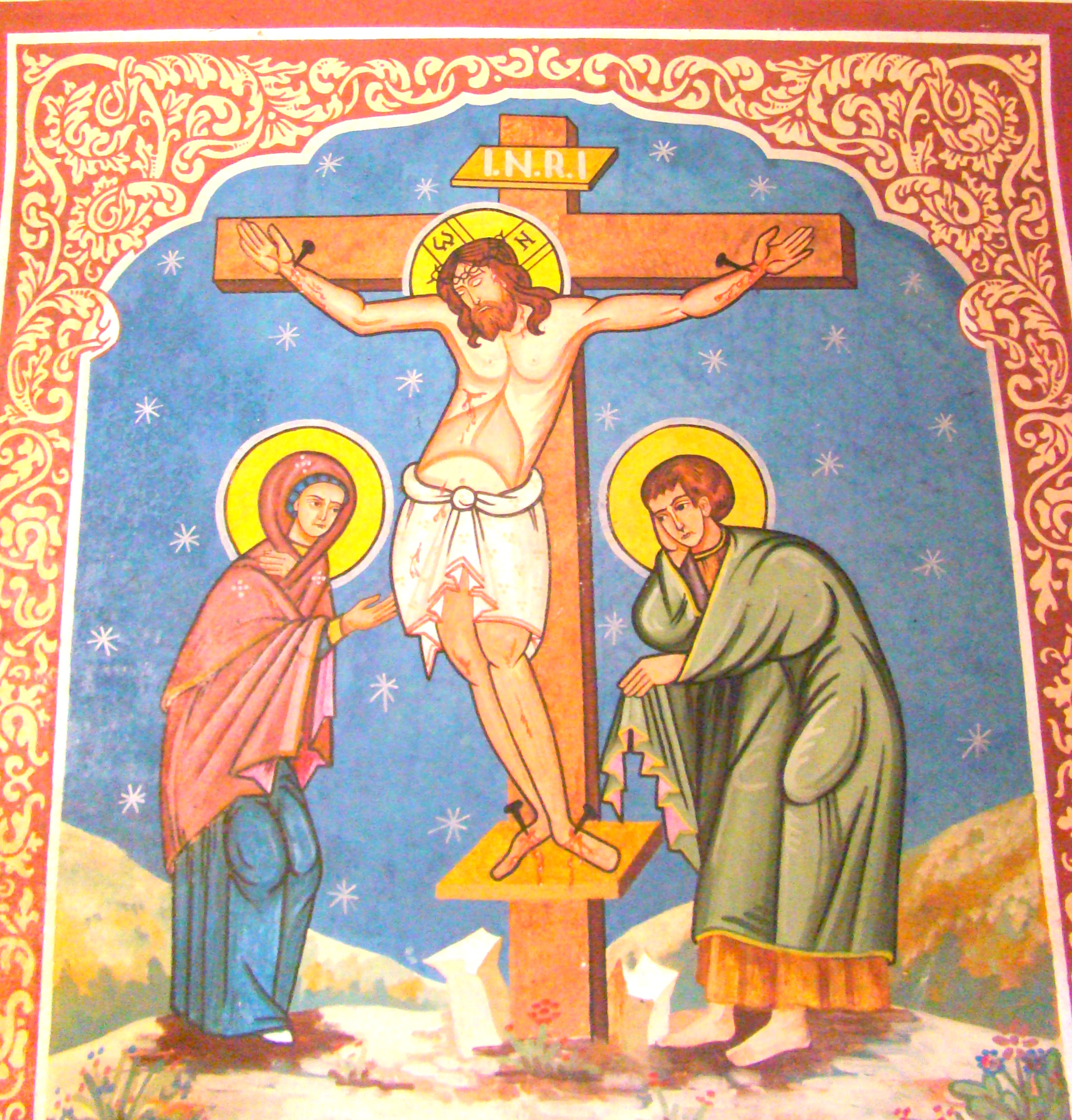
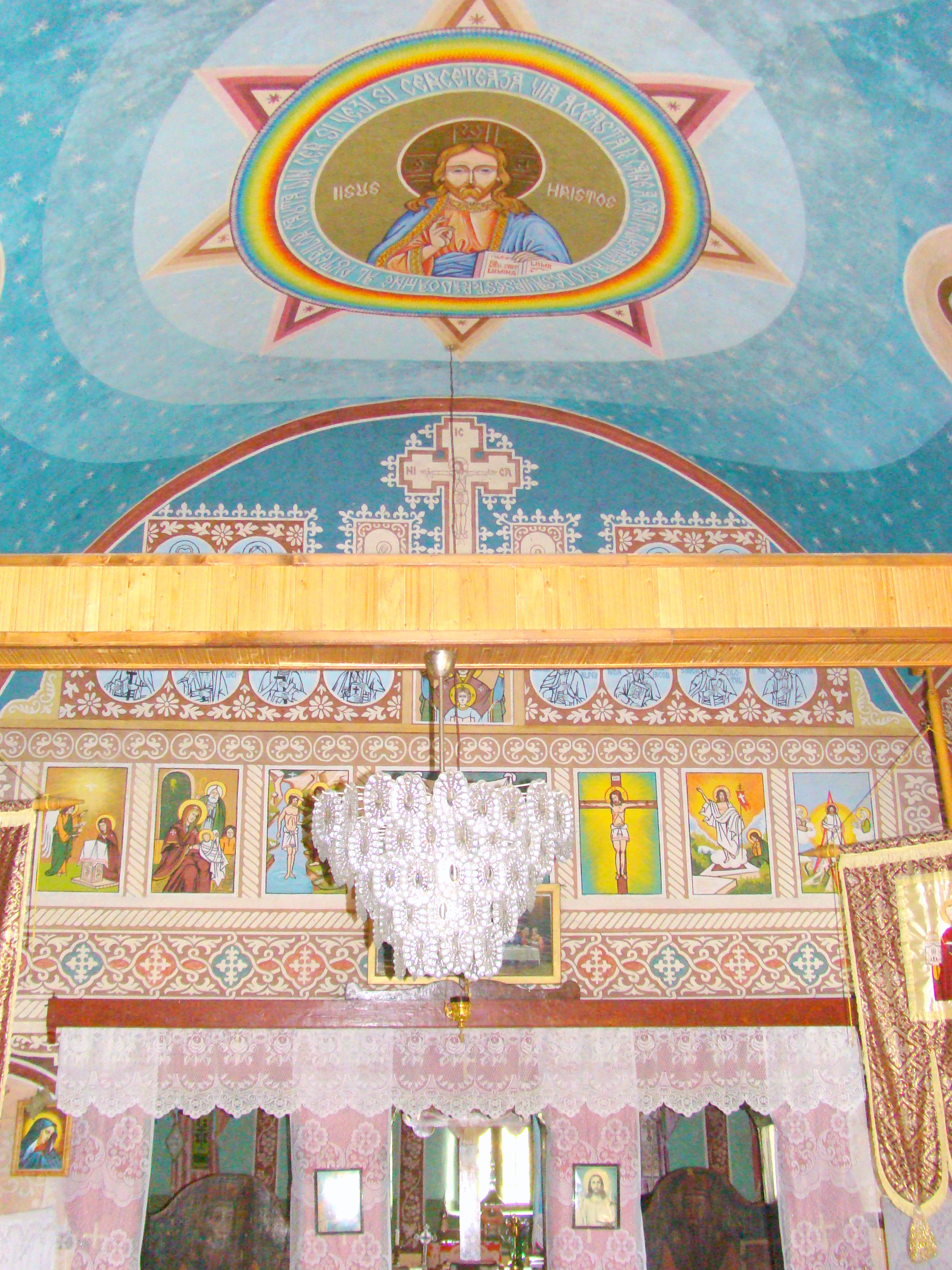
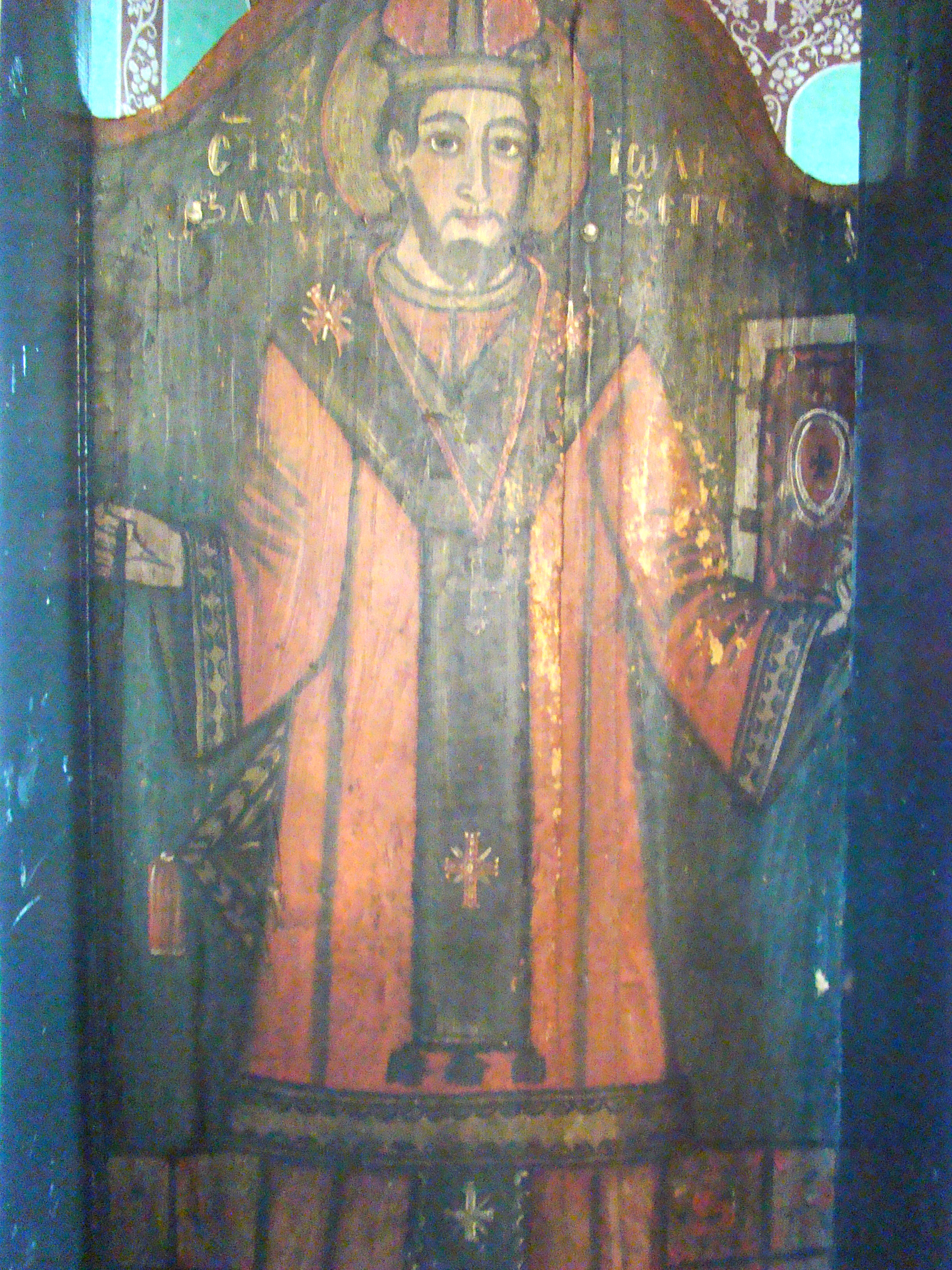
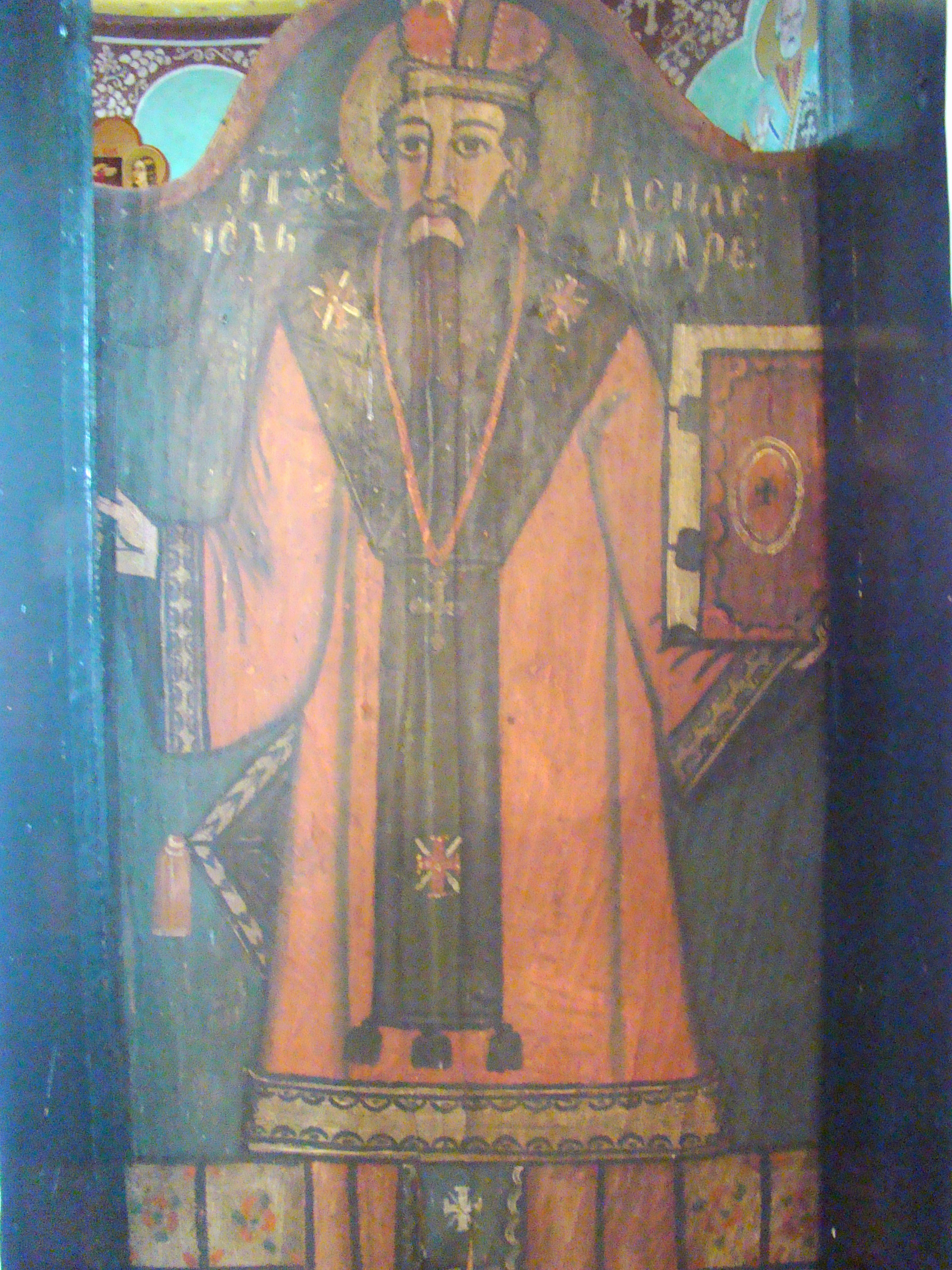
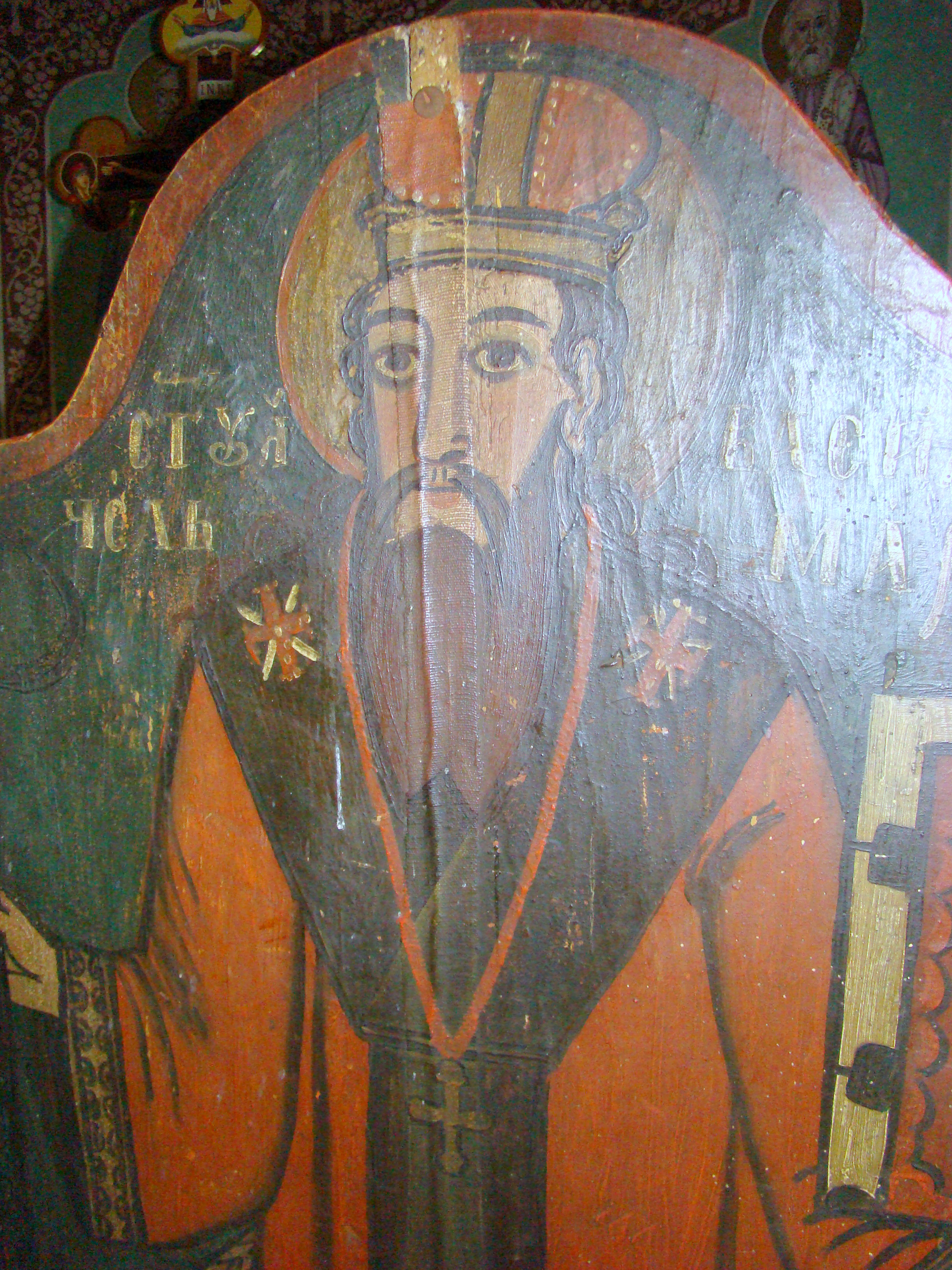
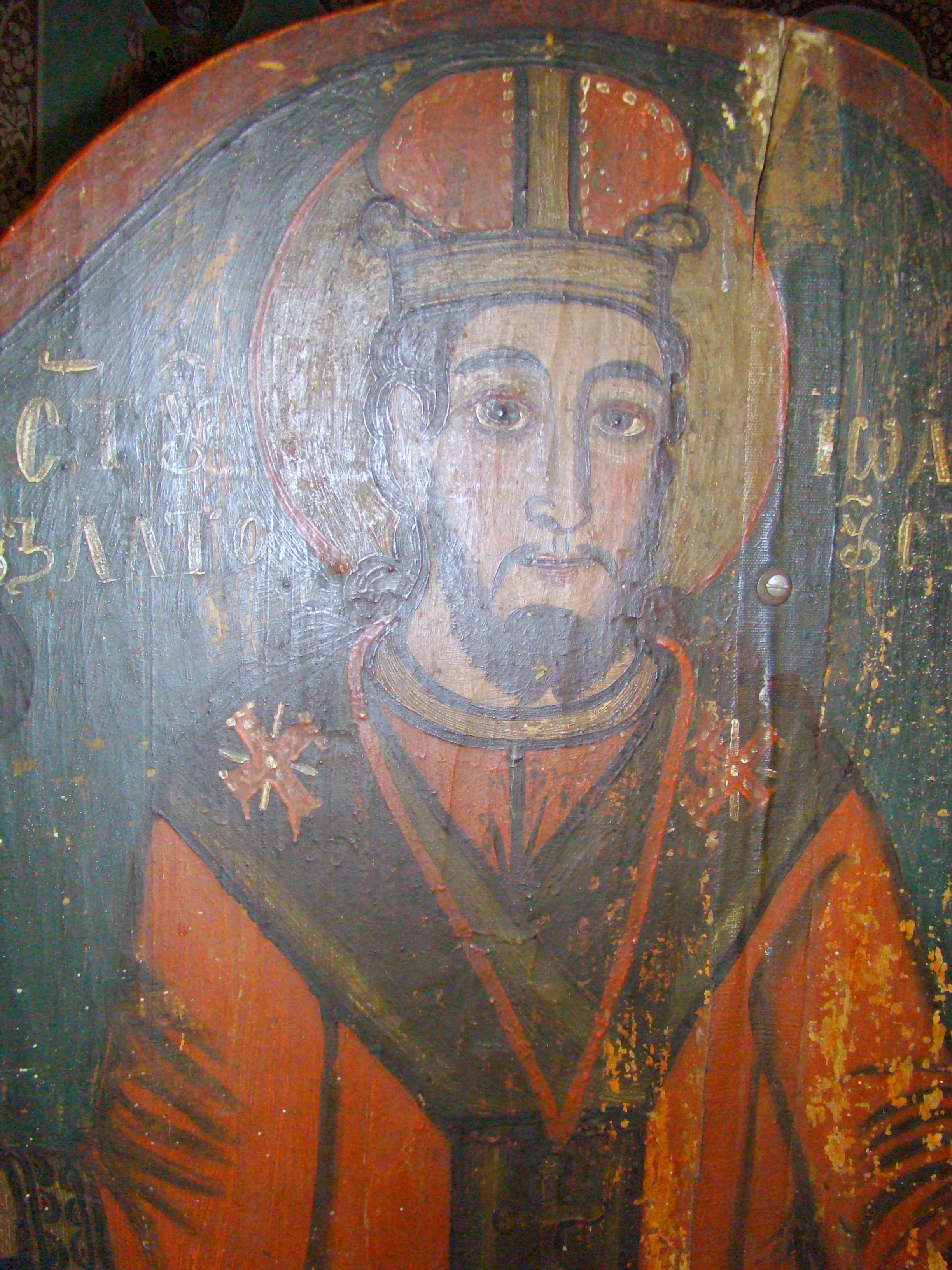
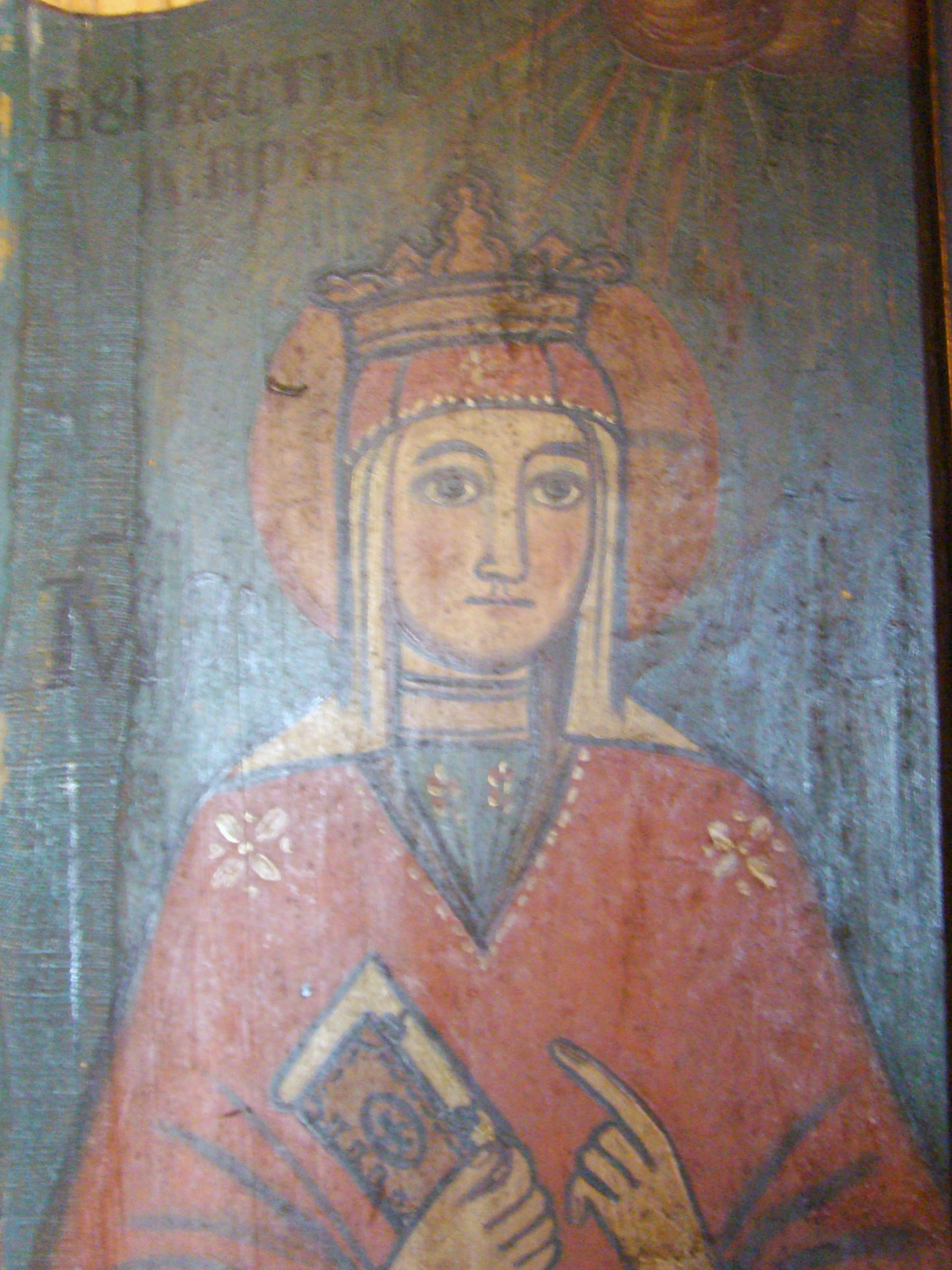
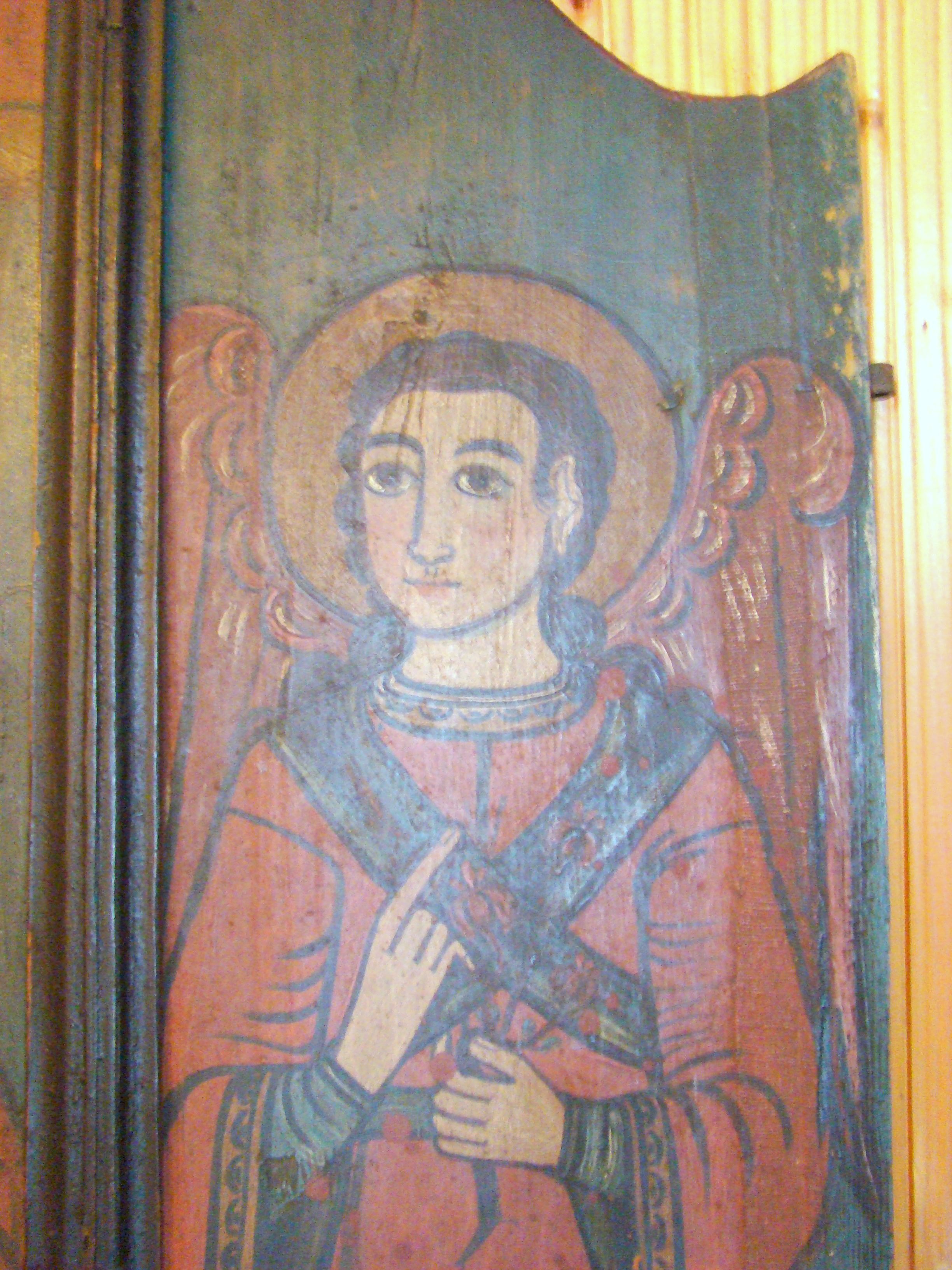
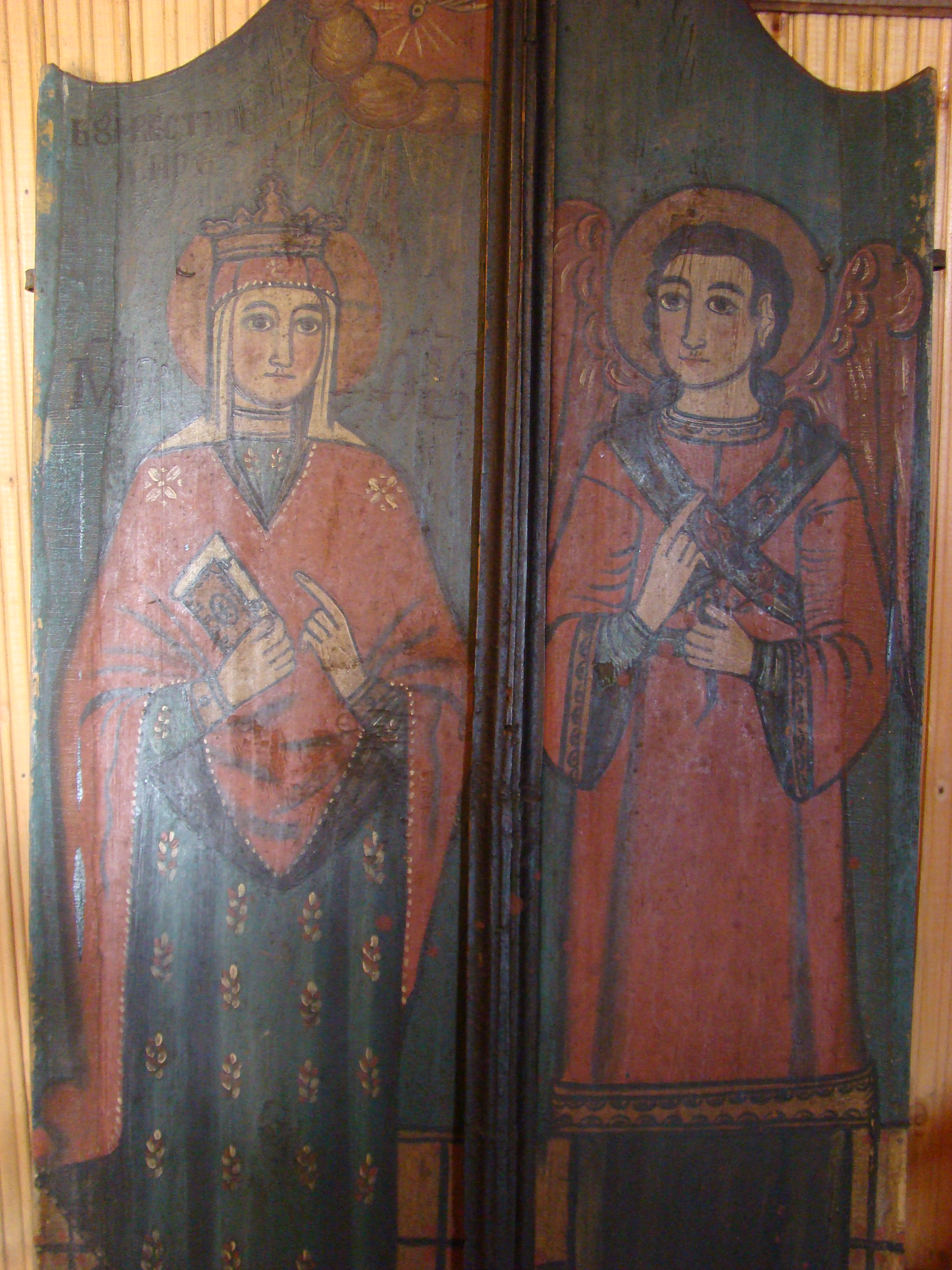
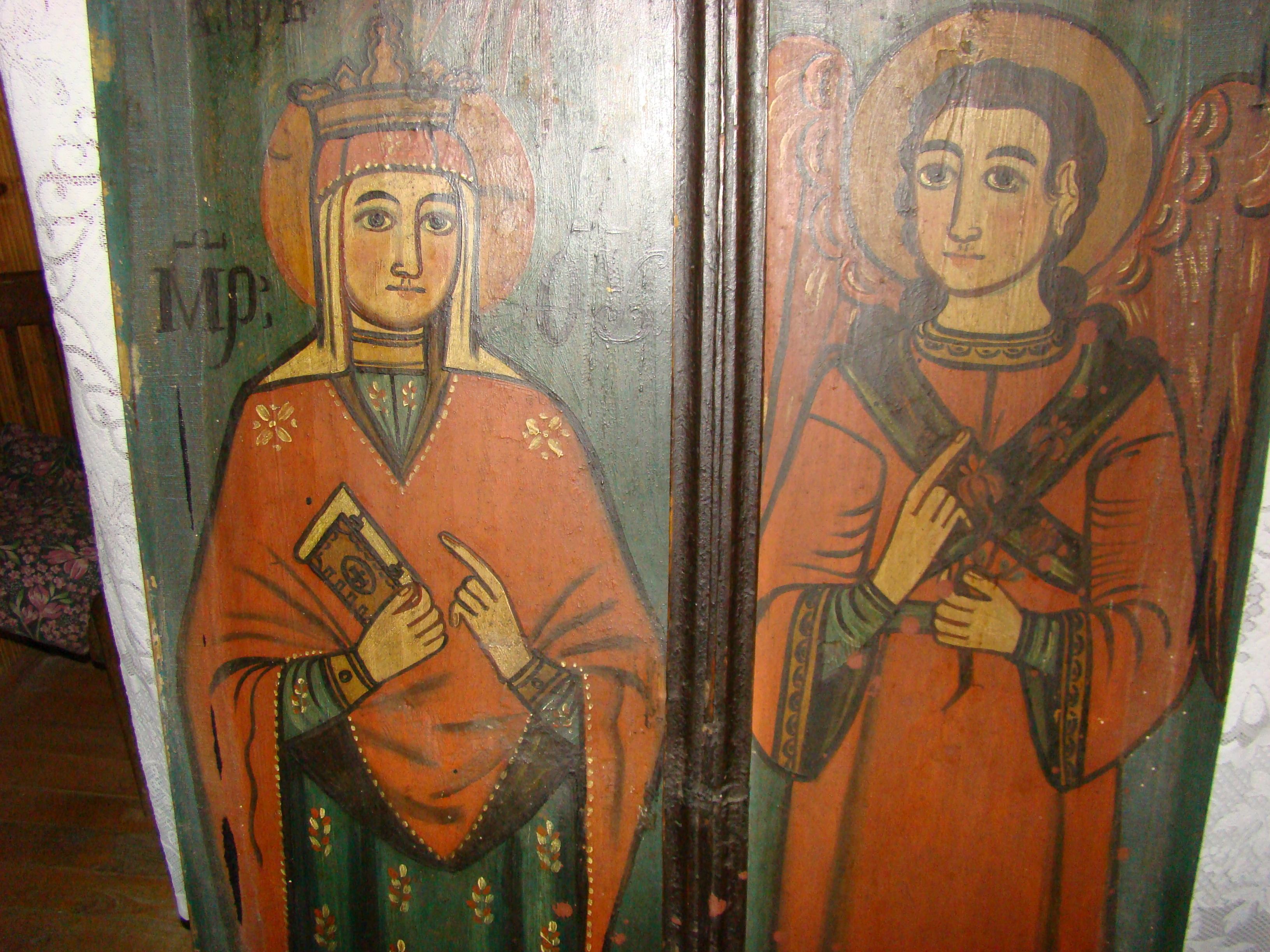
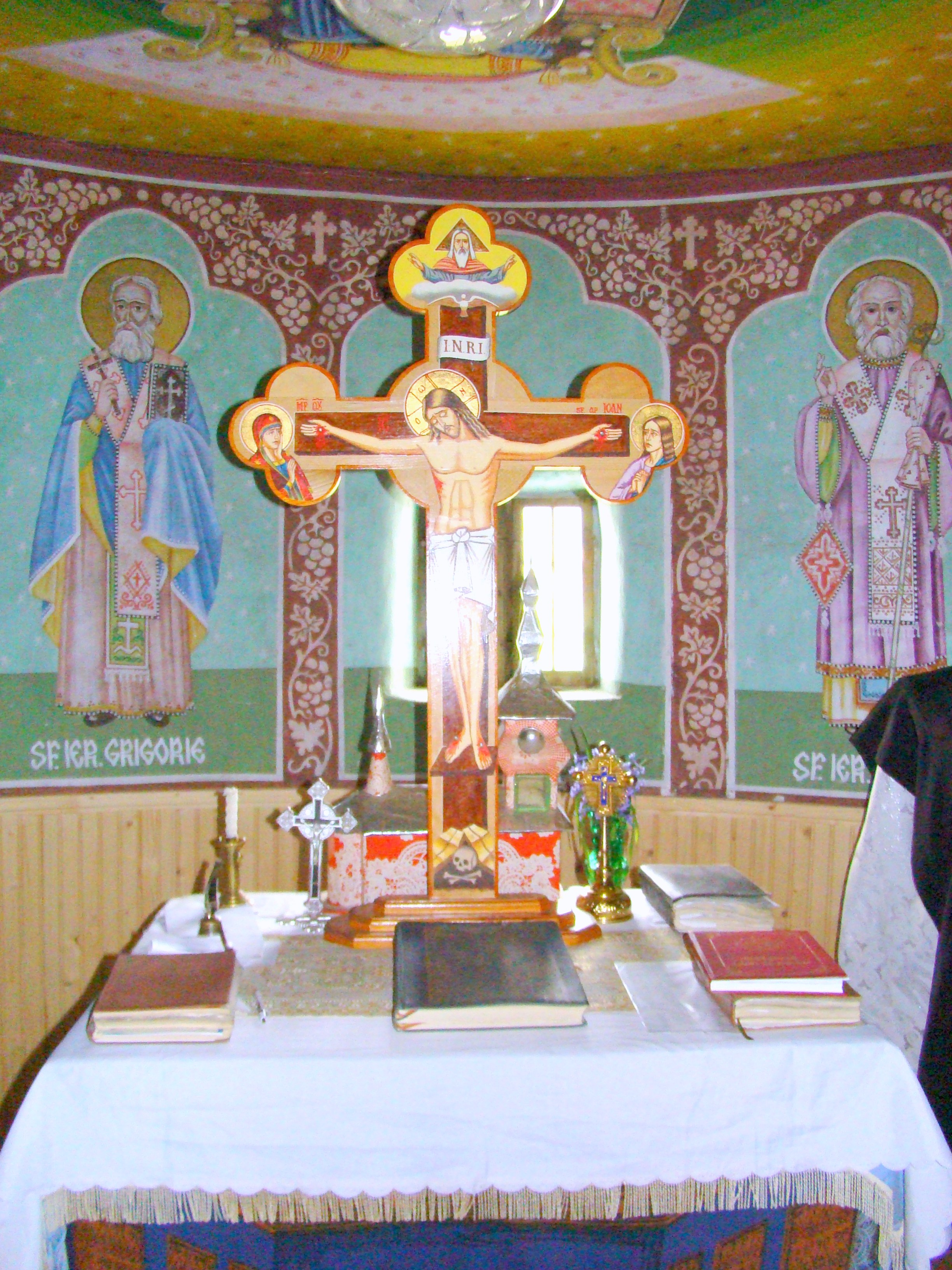

## Imagini din exterior

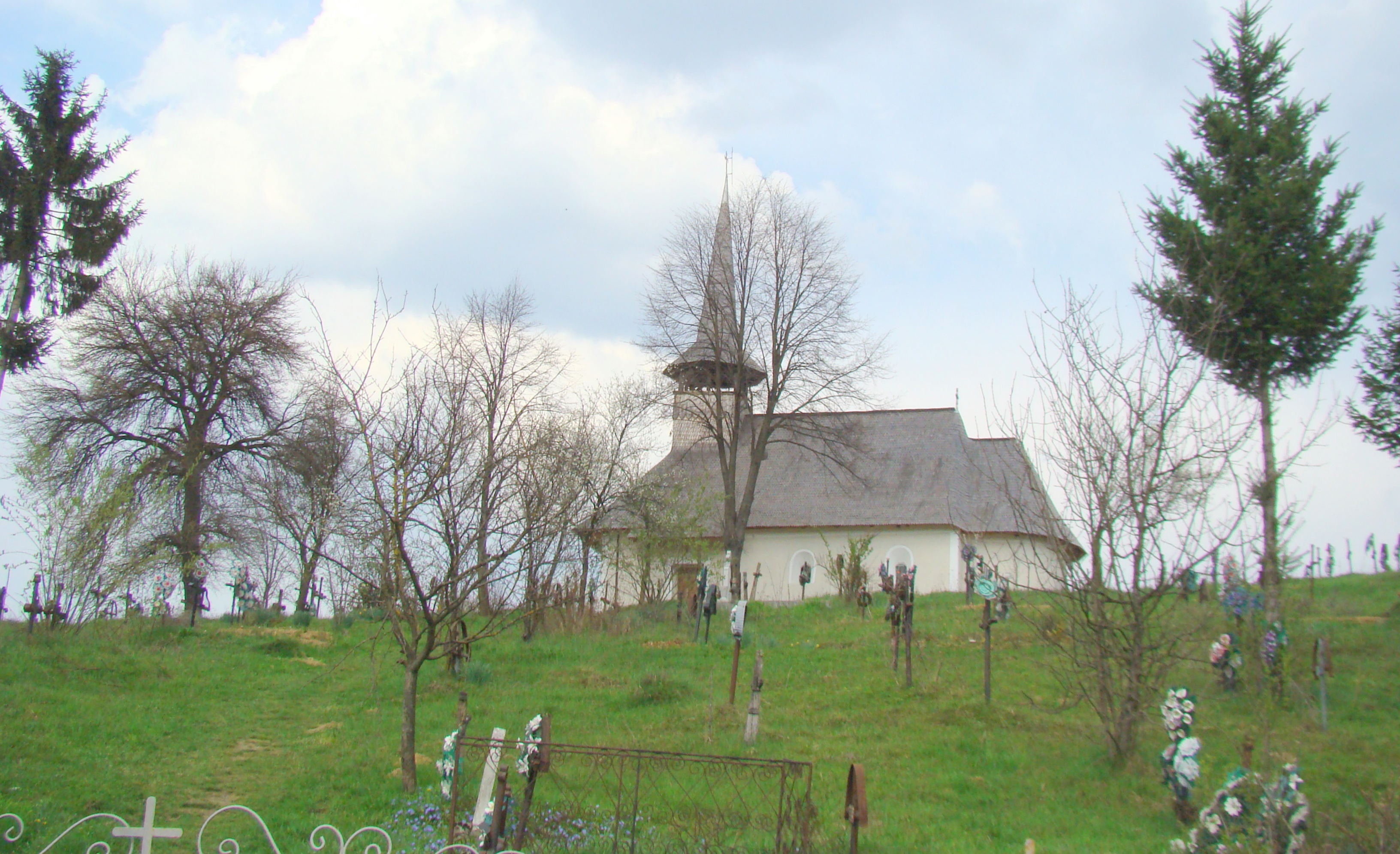
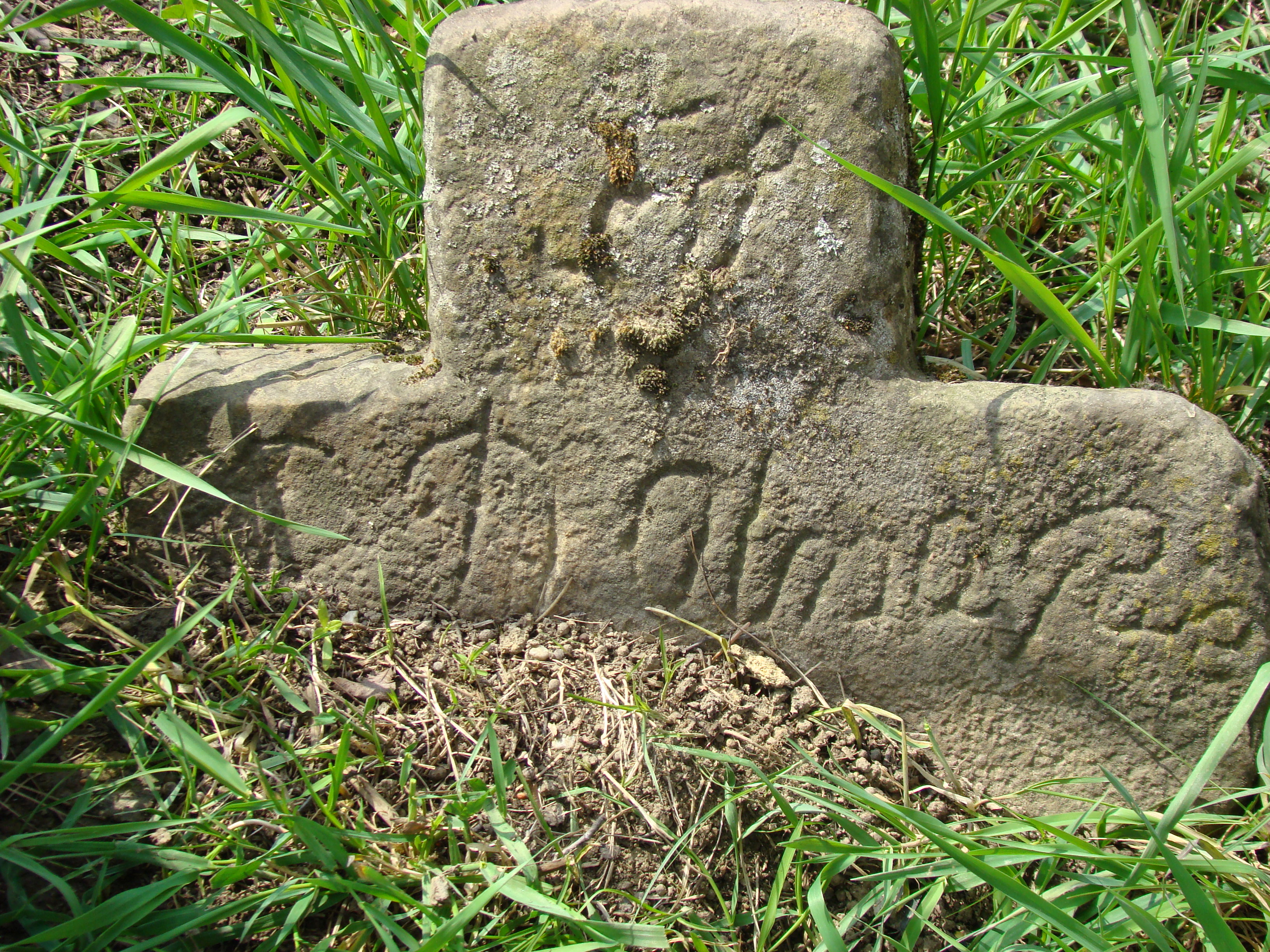
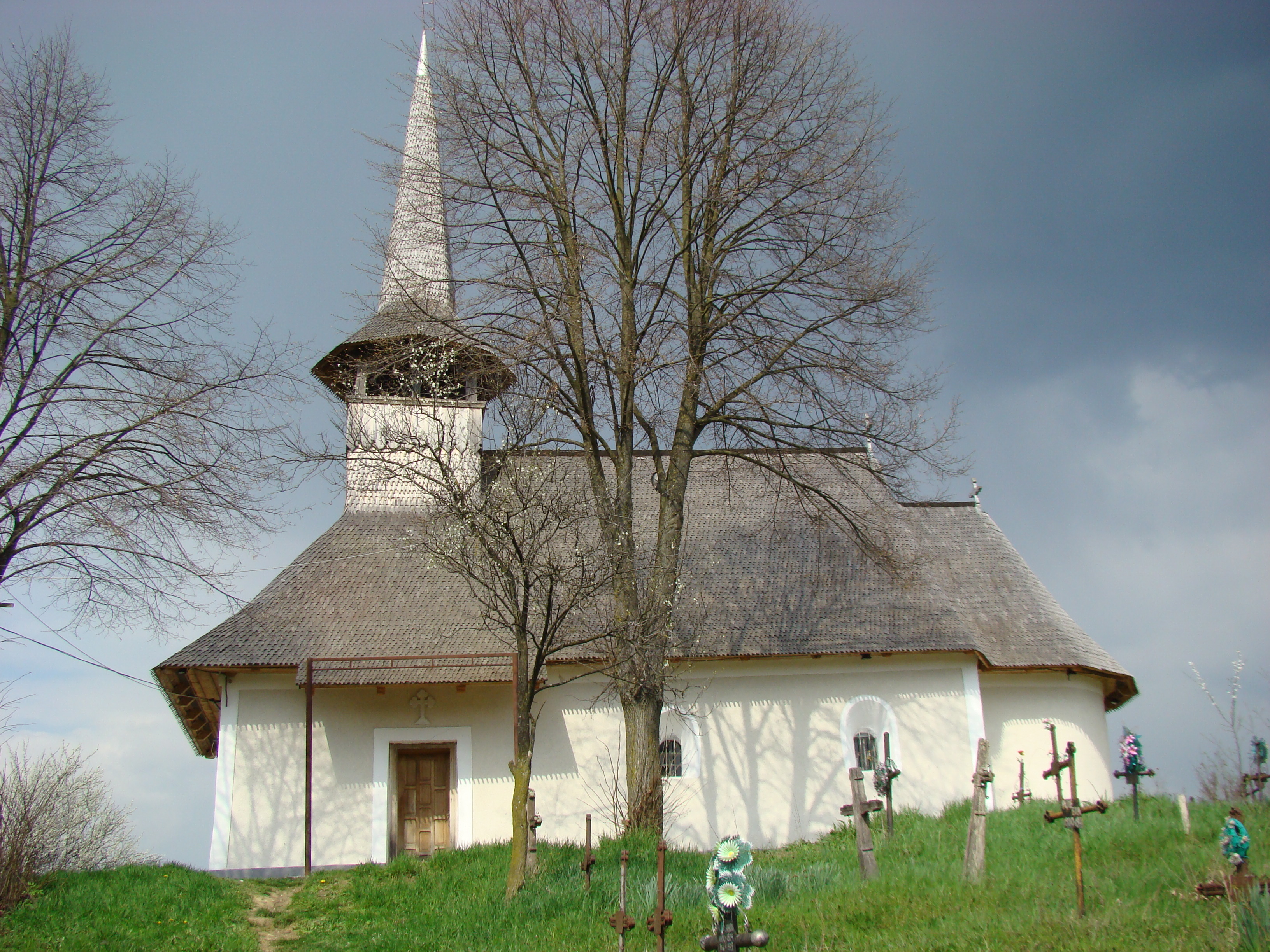
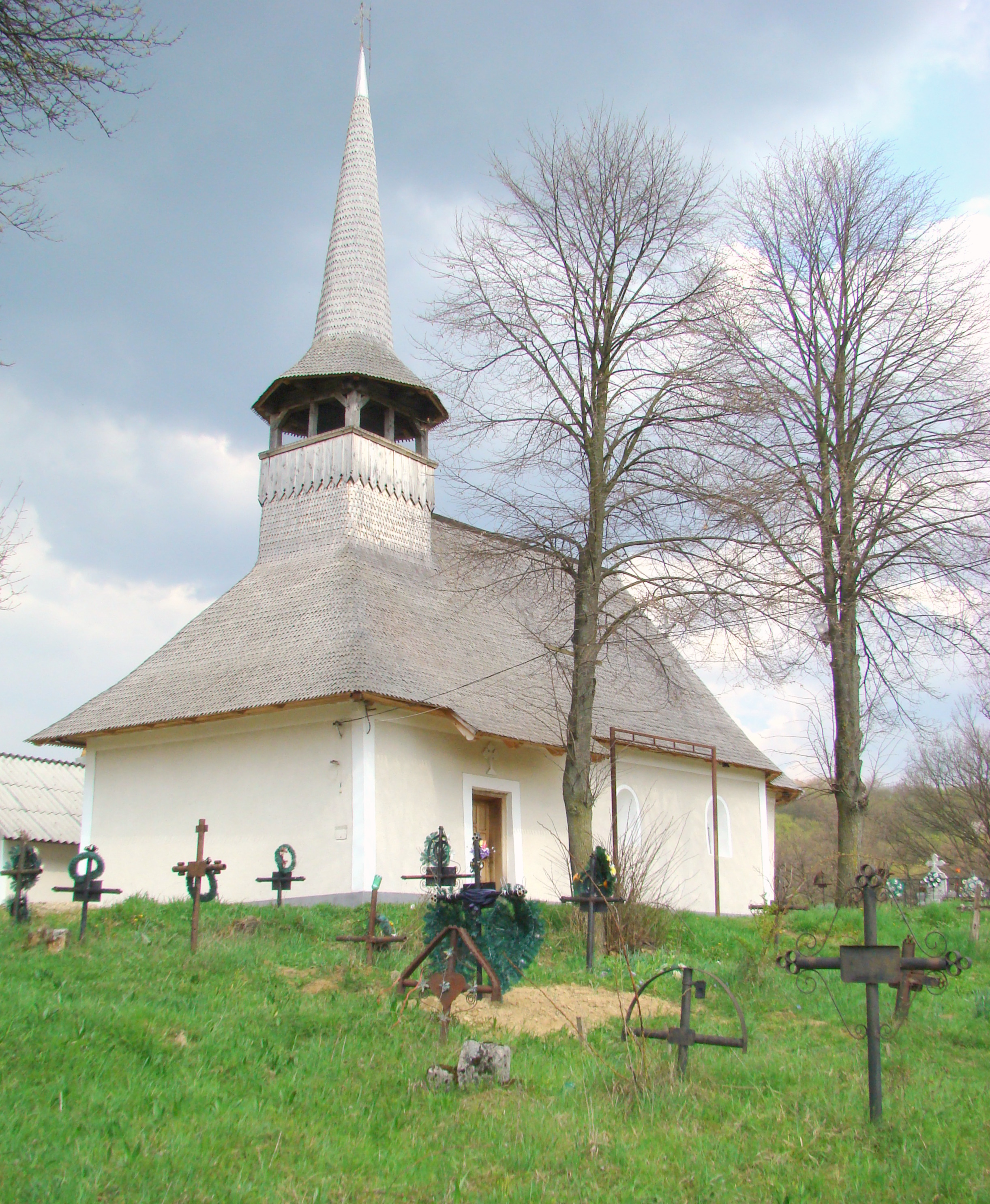
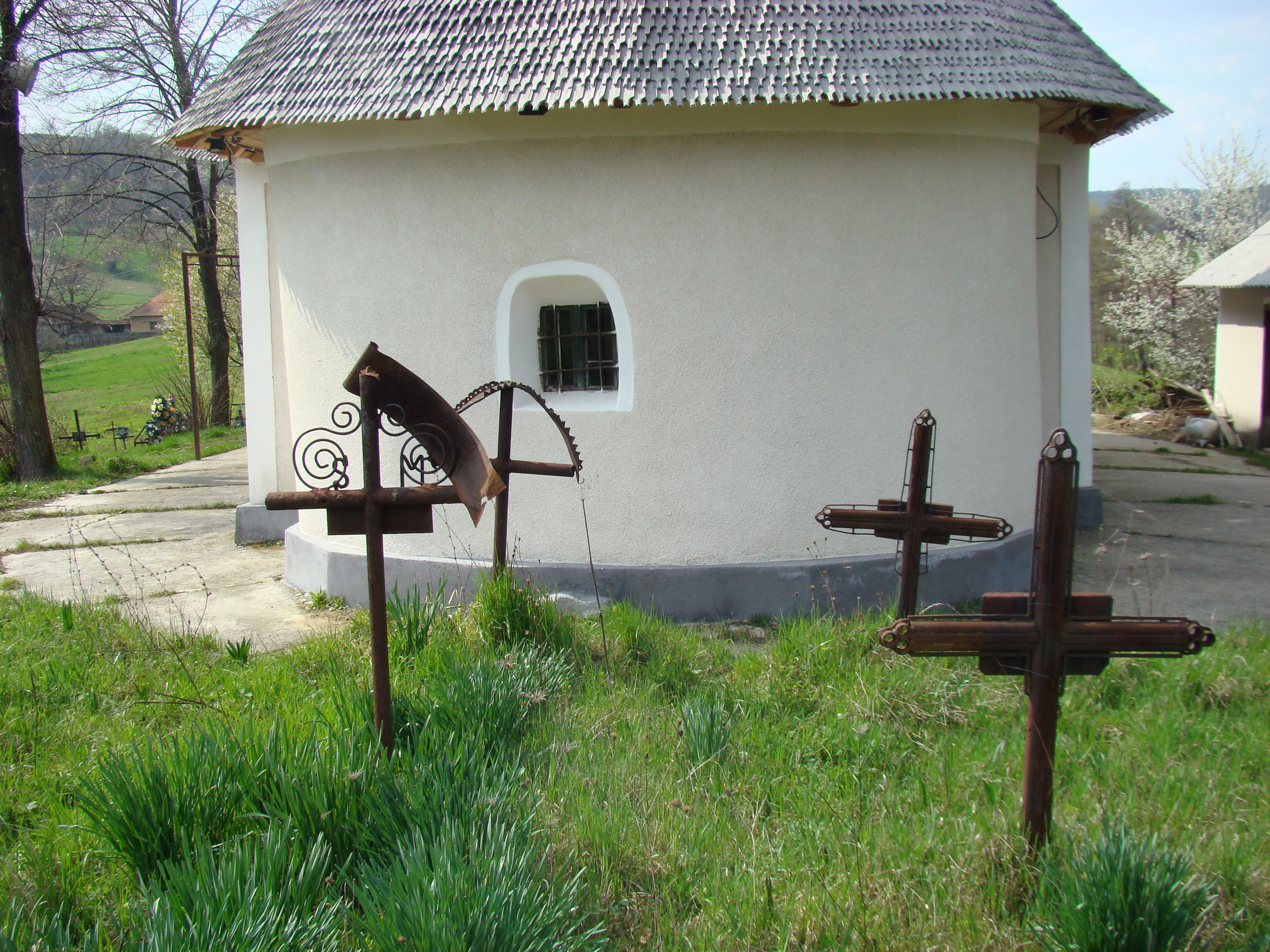
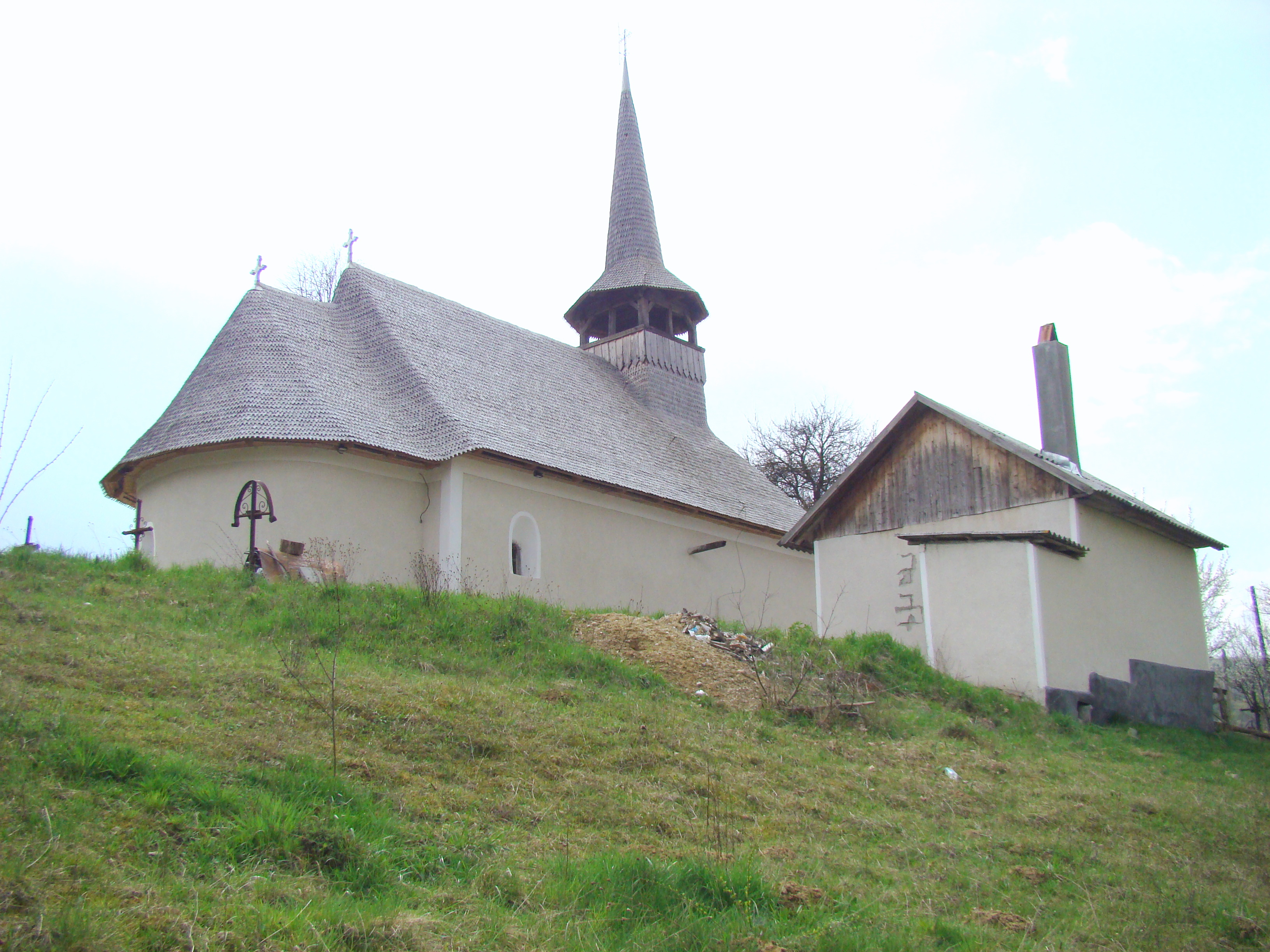
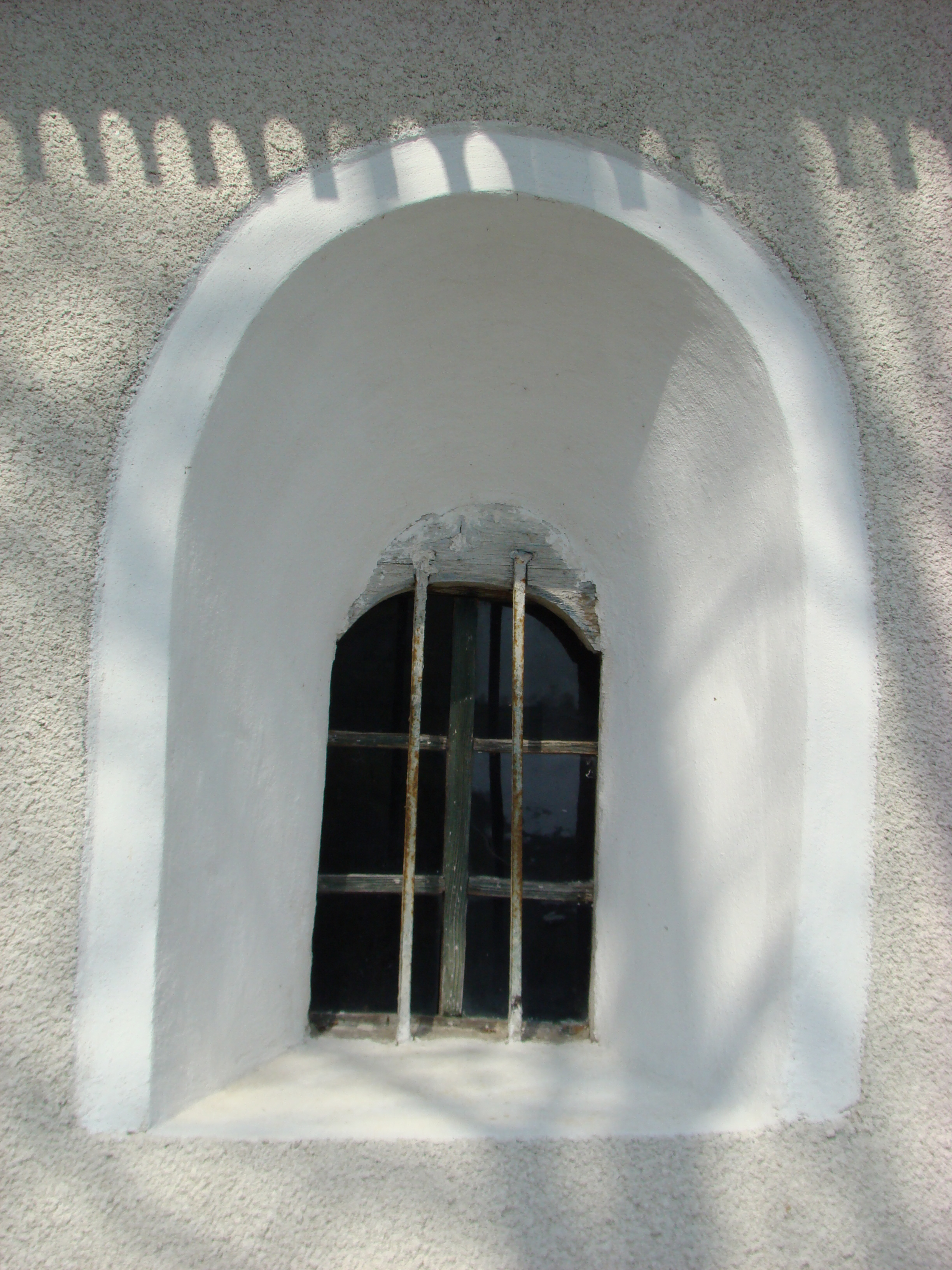
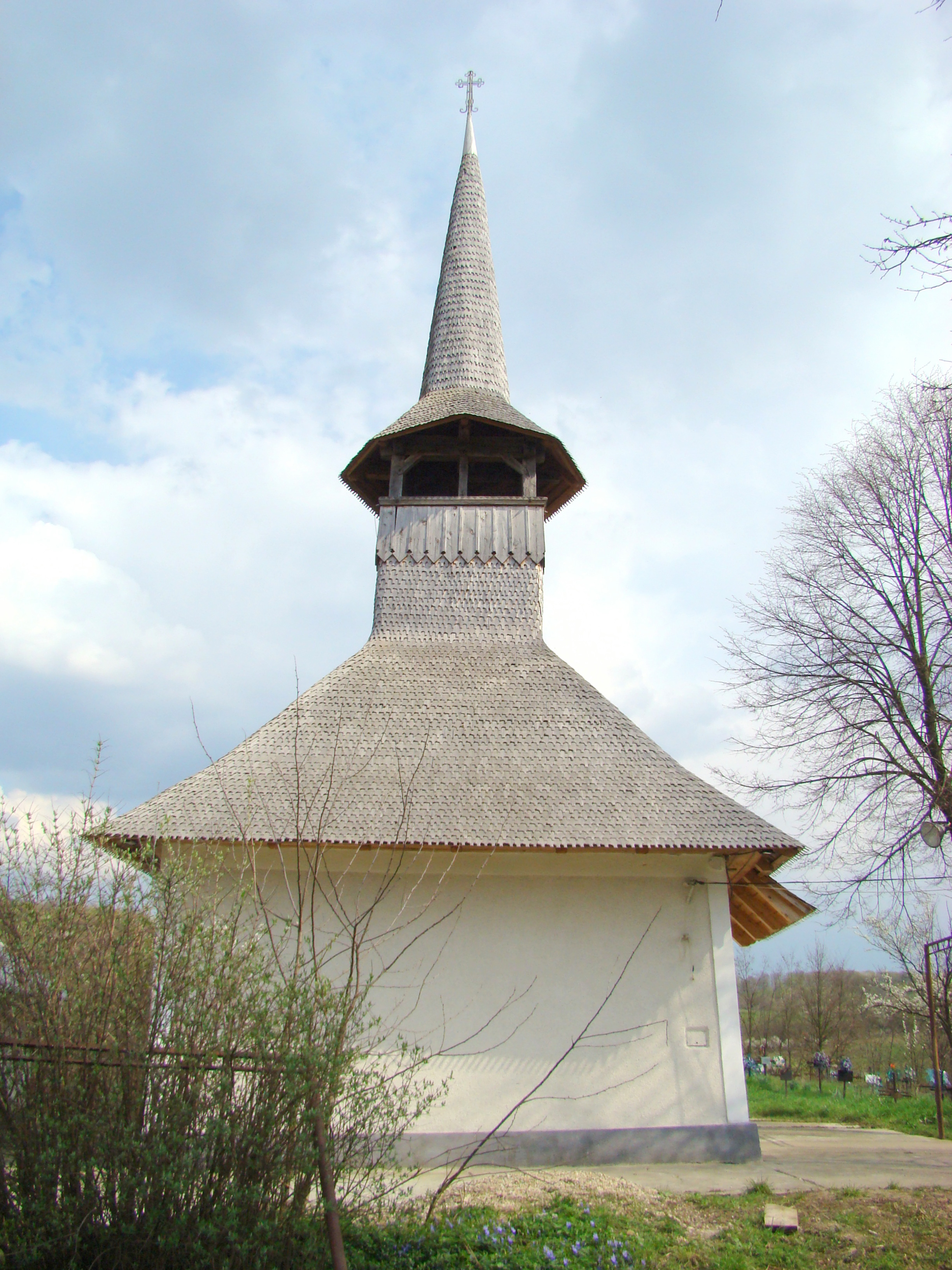
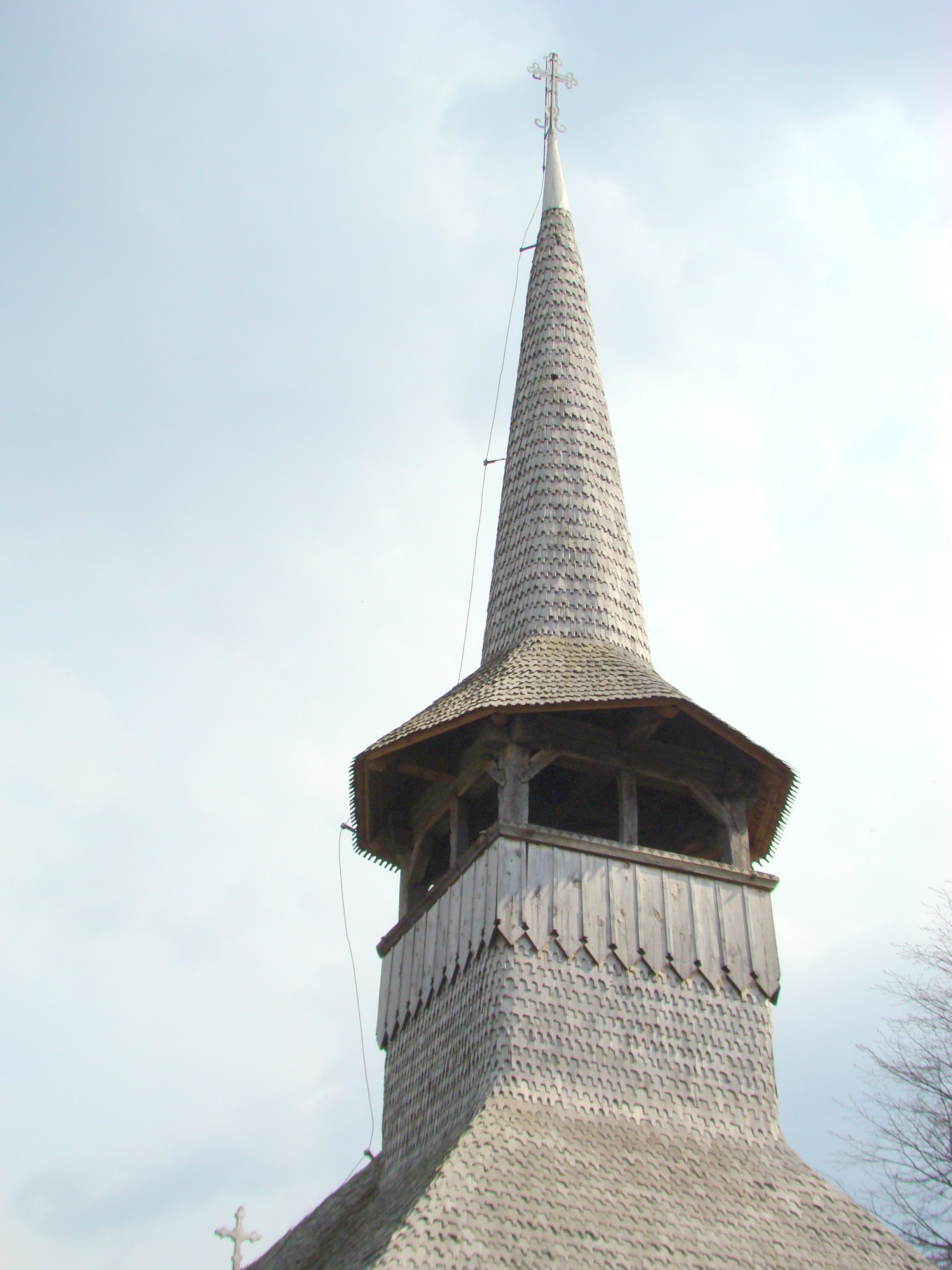
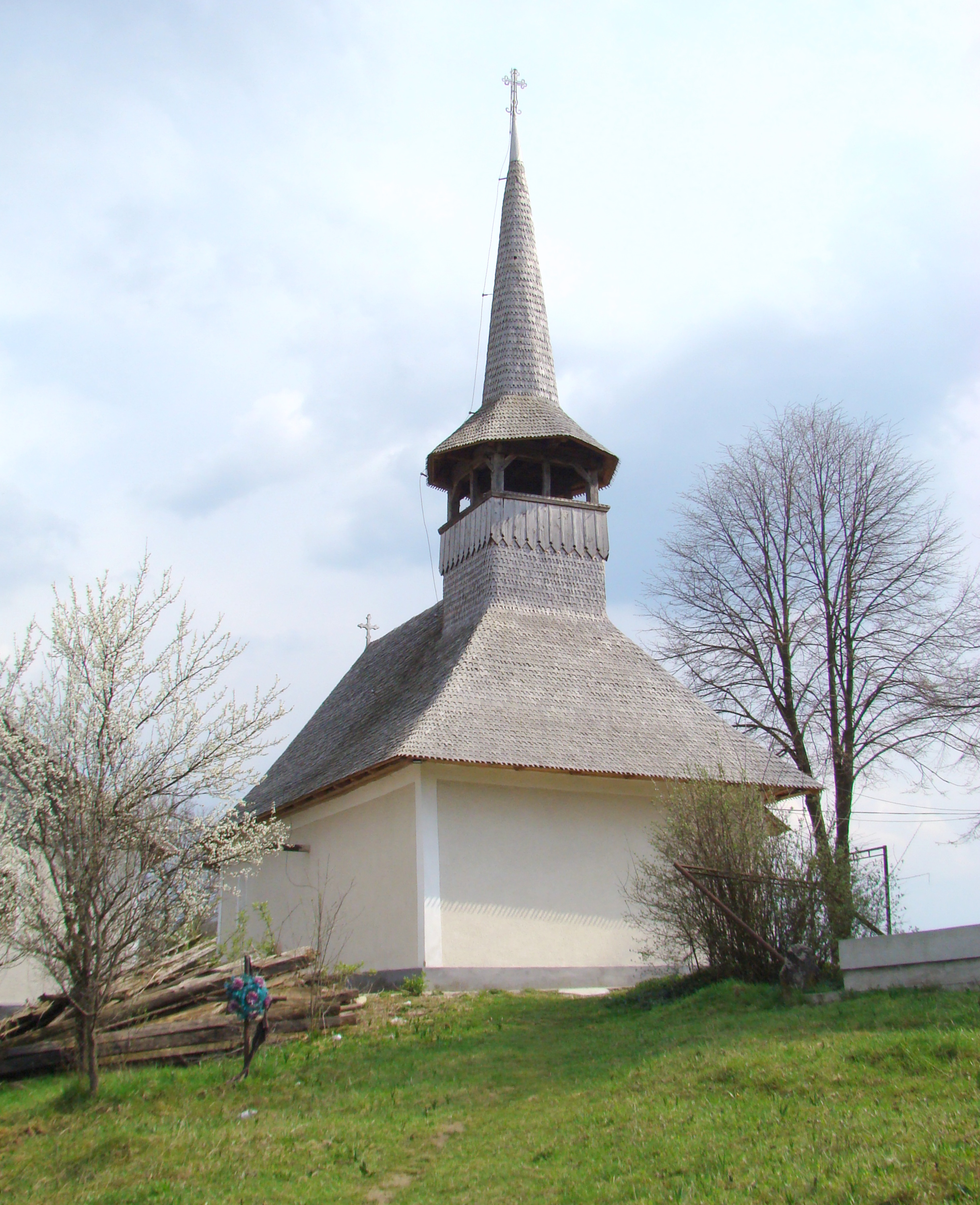
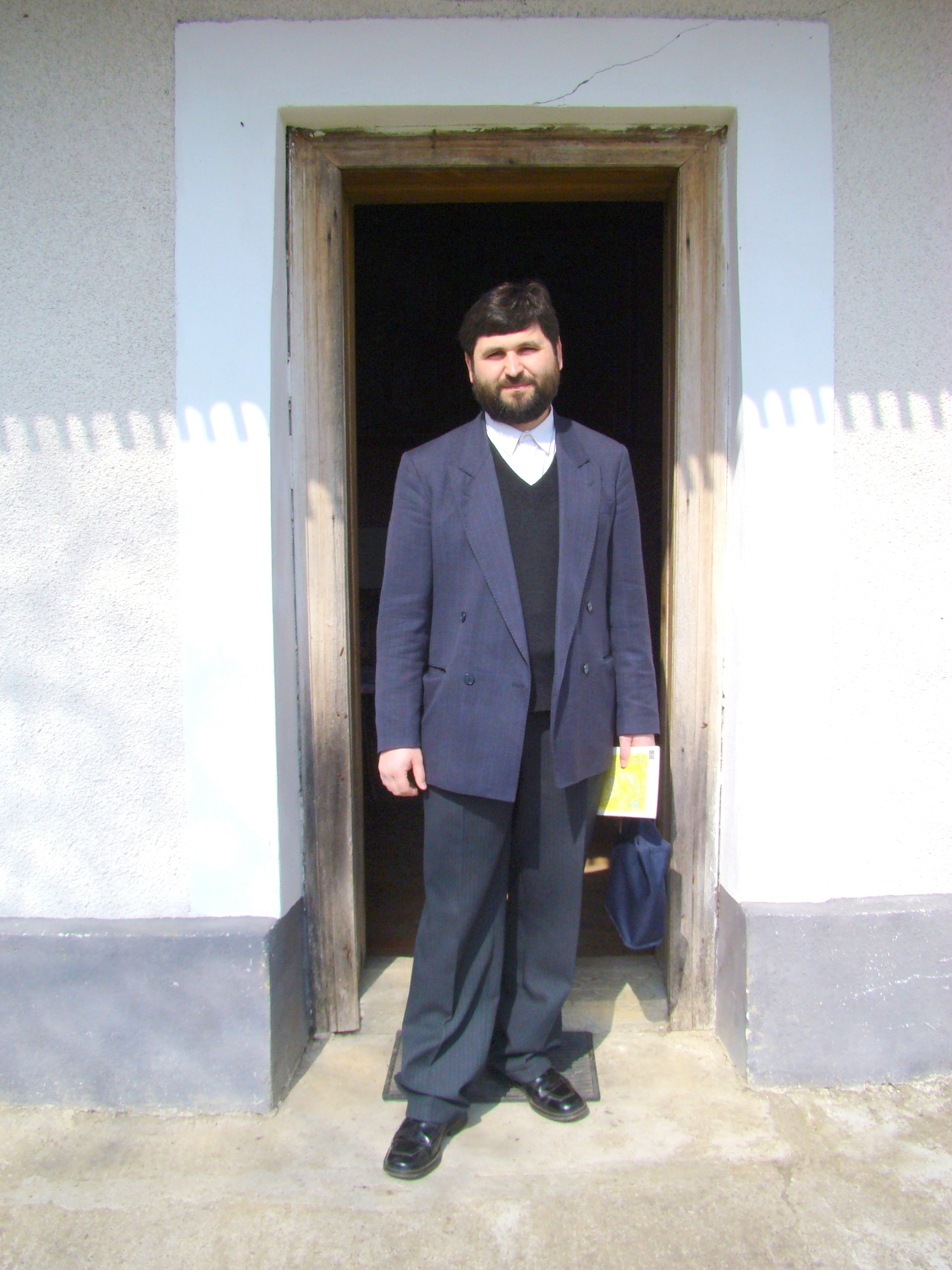
preotul paroh Bob Ștefan
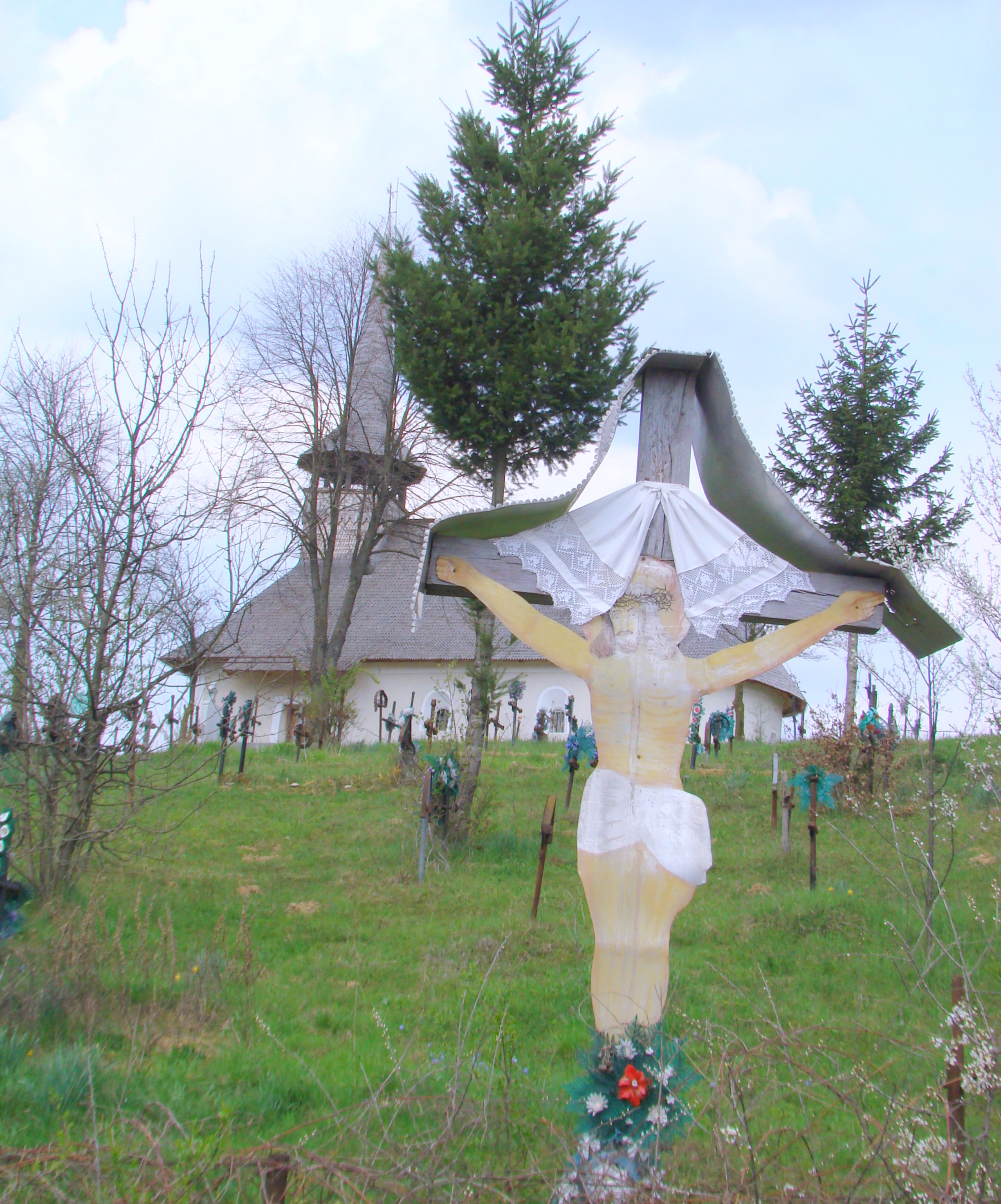